# Liste der Kompositionen von Wolfgang Rihm
Das kompositorische Werk von Wolfgang Rihm umfasst Instrumental- und Vokalmusik sowie Bühnenstücke. Die Grenzen zwischen den Gattungen (z. B. Orchester- / Kammermusik) sind fließend. Etliche Stücke werden im Untertitel als provisorische Ansätze definiert, mit der Option auf weitere Entwicklung.

## Werk- bzw. Versuchs-Reihen
- Abgesangsszenen 1–5 (1979–81)
- Walzer (1979–2004)
- Doppelgesänge 1–3 (1980–2004)
- Tutuguri (1980–83)
- Zeichen (1981) / Chiffren (1982–2004)
- Fremde Szenen 1–3 (1982–84)
- Klangbeschreibung 1–3 (1982–87)
- Sine nomine / Unbenannt 1–4 (1985–2004)
- Abgewandt 1–2 (1989/90) / Musik in memoriam Luigi Nono, 1.–5. Versuch (1990–92)
- Séraphin (1991–2007)
- – et nunc 1–2 (1992/93)

- Vers une symphonie fleuve 1–4 (1992–2000) / …fleuve V (omnia tempus habent) (1997–2000)
- Sphère (1992–94) / Nachstudie (1992–94) / Sphäre nach Studie (1994–2002) / Sphäre um Sphäre (1992–2003)

- Form / Zwei Formen (1993/94) / Gejagte Form (1995–2002) / Verborgene Formen (1995–97) / Gedrängte Form (1995–98) / Jagden und Formen (1995–2008)
- Über die Linie 1–7 (1999–2006)
- Fetzen 1–8 (1999–2004)
- Sotto voce 1–2 (1999–2007)
- Male (2000–03)
- Verwandlung 1–6 (2002–14)

## Kompositionen nach Besetzung

### Instrumentalmusik

#### Für Orchester/ Ensemble
- Concertino (1967) für Streichorchester
- Serenata (1968) für Streichorchester
- Variationen I (1969) für Orchester
- 1. Symphonie (1969/70; op. 3) für Orchester. Dauer: ~25’. UA 5. Februar 1984 Hannover (Niedersächsisches Staatsorchester; Dirigent: Gerd Albrecht)

Besetzung: 2.2.2.3 – 4.3.3.1 – Schlagzeug[4] – Pauken – Klavier – Streicher: 14.12.10.8.6
- Adagio (1969). Variationen für Streicher. Dauer: ~15’. UA 6. November 1987 Tauberbischofsheim (Sinfonietta Tedesca; Dirigent: Matthias Zwirner)
- Variazioni (Variationen II) (1969/70) für Orchester
- Variationen III (1970) für Orchester
- Sechs Sätze für Streichorchester (1969/70)
- Trakt (1971; op. 11) für Orchester. Dauer: ~10’

Besetzung: 4.3.3.BKlar.2.KFg – 6.4.4.1 – Schlagzeug[1] – Pauken[1] – Harfe – Klavier – Streicher
- Segmente (1971; op. 12) für 18 Streicher (8.0.4.4.2). Dauer: ~10’. UA 19. Juni 1975 Bochum (Bochumer Symphoniker; Dirigent: Othmar Mága)
- Concetti (1971) für Ensemble

Besetzung: ?
- Magma (1973) für Orchester. Dauer: ~15’. UA 20. Februar 1987 (Radio-Sinfonieorchester Stuttgart, Dirigent: Jacques Mercier)

Besetzung: 4.3.EH.4.3.Kfg – 4.4.4.1 – Schlagzeug[6] – Klavier – Harfe – Orgel – Streicher: 16.14.12.10.8
- 2. Symphonie (1975; „erster und letzter Satz“) für Orchester. Dauer: ~20’. UA 27. Juni 1976 Berlin (Radio-Symphonie-Orchester Berlin; Dirigent: Hiroshi Wakasugi)

Besetzung: 3.3.3.3 – 4.3.3.1 – Schlagzeug[6] – Pauken[1] – Harfe – Klavier – Orgel – Streicher: 16.14.12.10.8
- Sub-Kontur (1974/75) für Orchester. Dauer: ~27’. UA 23. Oktober 1976 Donaueschingen (Musiktage; SWF-Sinfonieorchester; Dirigent: Ernest Bour)

Besetzung: 0.0.0.3 – 6.4.4.2 – Schlagzeug[4] – Pauken[1] – 2 Harfen – Klavier – Streicher: 16.14.12.10.8
- Nachtordnung (1976). 7 Bruchstücke für 15 Streicher (5.4.3.2.1). Dauer: ~15’. UA 19. September 1977 Berlin (RSO Berlin; Dirigent: Hiroshi Wakasugi)
- Cuts and Dissolves (1976). Orchesterskizzen. Dauer: ~17’. UA 3. März 1977 Paris (Ensemble intercontemporain; Dirigent: Michael Gielen)

Besetzung: 2.2.2.2 – 2.2.2.1 – Schlagzeug[3] – Harfe – Klavier – Streicher: 3.0.2.2.2
- 3. Symphonie (1976/77): siehe unter Vokalkompositionen
- Erscheinung. Skizze über Schubert (1978) für 9 Streicher (3.0.3.3.0) und Klavier (ad libitum). Dauer: ~14’. UA 16. Juni 1978 Baden-Baden (Wolfgang Rihm [Klavier]; Ensemble 13; Dirigent: Manfred Reichert)
- Erste Abgesangsszene (1979) für Orchester. Dauer: ~9’. UA 8. November 1979 Kassel (RSO Frankfurt; Dirigent: John Carewe)

Besetzung: 2.2.2.2 – 4.2.2.1 – Pauken[1] – Streicher: 14.12.10.8.6
- Fünfte Abgesangsszene (1. Fassung; 1979) für Orchester. Dauer: ~12’. UA 12. Januar 1981 Kiel (Philharmonisches Orchester; Dirigent: Walter Gillessen)

Besetzung: 3.3.3.3 – 4.3.2.1 – Schlagzeug[2] – Pauken[1] – Streicher: 14.12.10.8.6
- 2. Fassung (1979/83[?]): siehe unter Vokalkompositionen mit Instrument(en)

- Walzer (1979) für Ensemble. Dauer: ~4’
- Music-Hall-Suite (1979) für kleines Ensemble (8 Spieler). Dauer: ~6’. UA 3. Oktober 1980 Stuttgart

Besetzung: 0.0.1.0.2ASax – 0.1.0.0 – Schlagzeug[1] – Klavier – Streicher: 0.0.0.1.1
- Ländler (1979). Fassung für 13 Streicher (3.3.3.3.1). Dauer: ~10’. UA 18. April 1980 Baden-Baden (Ensemble 13, Dirigent: Manfred Reichert)
- Nature morte – Still alive (1979/80). Skizze für 13 Streicher (3.3.3.3.1). Dauer: ~9’. UA 18. April 1980 Baden-Baden (Ensemble 13, Dirigent: Manfred Reichert)
- Tutuguri. Poème dansé (1981/82): siehe unter Bühnenwerke

Vor- und Nachstudien:
- Tutuguri I (1981). Musik nach Antonin Artaud, für Orchester. Dauer: ~13’. UA 14. März 1981 Paris (Nouvel Orchestre Philharmonique; Dirigent: Hubert Soudant)

Besetzung: 1.2.2.1 – 2.1.1.0 – Schlagzeug[2] – Pauken[1] – Harfe – Klavier – Streicher: 10.8.6.4.2
- Tutuguri II (1981/82). Musik nach Antonin Artaud, für Orchester. Dauer: ~10’. UA 3. März 1982 Chicago (Chicago Symphony Orchestra; Dirigent: Christoph von Dohnányi)

Besetzung: 3.3.3.3 – 4.3.3.1 – Schlagzeug[3] – Pauken[1] – Harfe – Klavier – Streicher: 14.12.10.8.6
- Tutuguri III (1981). Musik nach Antonin Artaud, für Orchester. Dauer: ~10’. UA 3. Dezember 1981 Karlsruhe (Kolberg Percussion Ensemble; Ensemble 13; Dirigent: Manfred Reichert)

Besetzung: 1.2.2.1 – 2.1.1.0 – Schlagzeug[6] – Harfe – Klavier – Streicher: 18.0.6.4.2
- Tutuguri IV (1981/82). Musik nach Antonin Artaud, für Orchester und Sprecher (ad libitum). Dauer: ~12’. UA 20. Mai 1982 Saarbrücken (Rundfunk-Sinfonieorchester Saarbrücken; Dirigent: Cristóbal Halffter)

Orchester: 3.3.3.3 – 4.3.3.1 – Schlagzeug[3] – Pauken[1] – Klavier – Streicher: 14.12.10.8.6
- Tutuguri VI (Kreuze) (1981): siehe unter Instrumentalmusik für Schlagzeug (3–6 Spieler)
- Schwarzer und roter Tanz (1982/83). Fragment aus Tutuguri. Poème dansé, für Orchester. Dauer: ~16’. UA 10. Februar 1985 Berlin (RSO Berlin; Dirigent: Riccardo Chailly)

Besetzung: 3.3.3.3 – 4.3.3.1 – Schlagzeug[6] – Pauken[1] – Harfe – Klavier – Streicher: 14.12.10.8.6
- Vorgefühle (1984) für Orchester. Dauer: ~8’. UA 25. August 1984 Hamburg (Philharmonisches Staatsorchester; Dirigent: Hans Zender)

Orchester: 2.2.3.3 – 4.3.2.1 – Schlagzeug[2] – Pauken[1] – Celesta – Klavier – Streicher: 14.12.10.8.6
- Schattenstück (1982–84). Tongemälde für Orchester. Dauer: ~18’. UA 24. Juni 1984 Karlsruhe (Badische Staatskapelle; Dirigent: Christof Prick)

Besetzung: 3.3.3.3 – 4.1.2.1 – Schlagzeug[2] – Pauken[1] – Klavier – Streicher: 14.12.10.8.6
- Fusées (1984) für Orchester (16 Spieler). Dauer: ~4’. UA 31. März 1985 Baden-Baden (Ensemble intercontemporain; Dirigent: Péter Eötvös)

Besetzung: 1.2.3.2 – 2.0.0.0 – Schlagzeug[2] – Klavier – Streicher: 0.0.1.1.1
- Dis-Kontur (1974–84) für Orchester. Dauer: ~22’. UA 10. Oktober 1975 Stuttgart (Radio-Sinfonieorchester Stuttgart; Dirigent: Michael Gielen)

Besetzung: 4.3.2.5.2TSax – 4.4.4.2 – Schlagzeug[5] – Pauken[1] – 2 Harfen – 2 Klaviere – Streicher: 10.10.10.10.10
- Spur (1984/85). Orchesterskizze. Dauer: ~10’. UA 24. Mai 1985 Saarbrücken (Rundfunk-Sinfonieorchester Saarbrücken; Dirigent: Myung-whun Chung)

Besetzung: 3.3.3.3 – 3.3.3.0 – Schlagzeug[2] – Pauken[1] – Harfe – Klavier – Celesta – Streicher: 6.0.6.6.3
- Abkehr (1985). Aufzeichnung für Orchester. Dauer: ~8’. UA 4. April 1986 Zürich (Junge Deutsche Philharmonie; Dirigent: Gary Bertini)

Besetzung: 5.4.5.4 – 4.3.3.1 – Schlagzeug[2] – Pauken[1] – 2 Harfen – Streicher
- Aufzeichnung: Dämmerung und Umriss (1985/86) für Orchester. Dauer: ~11’. UA 17. Dezember 1986 Freiburg (Philharmonisches Orchester; Dirigent: Eberhard Kloke)

Besetzung: 4.3.5.3 – 4.4.4.1 – Schlagzeug[6] – 2 Harfen – Klavier – Streicher
Einzelfassungen:
- Dämmerung (1985). Aufzeichnung für Orchester. Dauer: ~5’. UA 29. September 1985 Venedig (NDR Sinfonieorchester; Dirigent: Hans Zender)

Besetzung: 5.3.5.4 – 4.4.4.1 – Schlagzeug[6] – Streicher: 16.14.12.10.7
- Umriss (1985/86). Aufzeichnung für Orchester. Dauer: ~6’. UA 5. Mai 1986 Berlin (Radio-Symphonie-Orchester Berlin; Dirigent: Gerd Albrecht)

Besetzung: 5.3.5.3 – 4.4.4.1 – Schlagzeug[6] – 2 Harfen – Klavier – Streicher: 16.14.12.10.8
- Unbenannt I (1986) für Orchester. Dauer: ~18’. UA 23. Mai 1986 München (Münchner Philharmoniker; Dirigent: Christoph Eschenbach)

Besetzung: 5.5.5.5 – 6.4.4.2 – Schlagzeug[4] – Pauken[1] – 2 Harfen – Klavier – Orgel – Streicher: 2.0.12.10.8
- Unbenannt II (1987) für Orchester. Dauer: ~20’. UA 30. Oktober 1987 Tokio (New Japan Philharmonic Orchestra; Dirigent: Michiyoshi Inoue)

Besetzung: 5.5.5.5 – 6.6.4.2 – Schlagzeug[6] – Pauken[1] – 2 Harfen – Klavier – Streicher: 0.0.12.10.8
- Splitter (1987). Orchesterskizzen zu Oedipus. Dauer: ~12’. UA 29. August 1987 Berlin (Orchester der Deutschen Oper; Dirigent: Jesús López Cobos)

Besetzung: 4.4.4.4 – 4.4.4.0 – Schlagzeug[6] – 2 Harfen – Klavier – 2 Violinen
- Klangbeschreibung (1982–87)

- Klangbeschreibung I (1982–87) für 3 Orchestergruppen. Dauer: ~25’. UA 18. Oktober 1987 Donaueschingen (SWF-Sinfonieorchester; Dirigent: Michael Gielen)

Besetzung: Picc.5.3.4.BKlar.KbKlar.0.KFg – 4.5.4.1 – Schlagzeug[6] – 2 Harfen – 2 Klaviere – Streicher: 1.1.0.4.4
- Klangbeschreibung II – Innere Grenze (1986/87): siehe unter Vokalkompositionen mit Instrument(en)
- Klangbeschreibung III (1984–87) für Orchester. Dauer: ~43’. UA 18. Oktober 1987 Donaueschingen (SWF-Sinfonieorchester; Dirigent: Michael Gielen)

- Danse (1987). Ein Orchesterstenogramm. Dauer: ~5’. UA 20. Juli 1987 Montpellier (Nouvel Orchestre Philharmonique; Dirigent: Marek Janowski)

Besetzung: 3.2.2.2 – 4.2.3.1 – Pauken[1] – 2 Harfen – Streicher
- Compresenze (1985–87). Umrisse und Eingriffe für Orchester. Dauer: ~15’. UA 4. Juni 1987 Köln (Philharmonie; Gürzenich-Orchester; Dirigent: Marek Janowski)

Besetzung: 5.3.5.3 – 4.5.3.1 – Schlagzeug[6] – Harfe – Klavier – Streicher: 16.14.12.10.8
- Abschieds-Marsch (1987) für 4 Trompeten, 3 Posaunen und Schlagzeug. Dauer: ~3’
- Kein Firmament (1988) für 14 Spieler. Dauer: ~35’. UA 29. Oktober 1988 Berlin (Ensemble 13; Dirigent: Manfred Reichert)

Besetzung: 0.0.1.1 – 1.1.1.0 – Schlagzeug[2] – Harfe – Klavier – Streicher: 1.1.1.2.1
- Drei Walzer (1979–88) für Orchester. Dauer: ~17’. UA 6. Juli 1988 Flensburg (Festivalorchester; Dirigent: Christoph Eschenbach)

Besetzung: 2.2.2.2 – 4.2.3.0 – Schlagzeug[1] – Pauken[1] – Streicher: 12.10.8.6.4
- Walzer 1 („Sehnsuchtswalzer“) (1979–81). Dauer: ~5’. UA 23. Oktober 1981 Stuttgart (Radio-Sinfonieorchester Stuttgart; Dirigent: Werner Andreas Albert)

Besetzung: 2.2.2.2 – 4.2.3.0 – Schlagzeug[1] – Pauken[1] – Streicher: 12.10.8.6.4
- Walzer 2 („Drängender Walzer“) (1986/87). Dauer: ~5’. UA  21. Februar 1987 Frankfurt am Main (Junge Deutsche Philharmonie; Dirigent: Hans Werner Henze)

Besetzung: 2.2.2.2 – 4.2.3.0 – Schlagzeug[1] – Pauken[1] – Streicher: 12.10.8.6.4
- Walzer 3 („Brahmsliebewalzer“) (1985–88). Dauer: ~7’. UA 6. Juli 1988 Flensburg (s. o.)

Besetzung: 2.2.2.2 – 4.2.3.0 – Schlagzeug[1] – Pauken[1] – Streicher: mindestens 12.10.8.6.4
- Chiffre-Zyklus (1982–88) für 18 Spieler. Dauer: ~75’. UA 15. Februar 1985 Frankfurt am Main (Ensemble 13, Dirigent: Manfred Reichert)

Besetzung: 1.1.1.1 – 1.2.BTrp.1.0 – Schlagzeug[2] – Klavier – Streicher: 1.1.1.2.1
1. Chiffre I – 2. Chiffre II – Silence to be beaten – 3. Chiffre III – 4. Chiffre IV – 5. Bild (eine Chiffre) – 6. Chiffre V – 7. Chiffre VI – 8. Chiffre VII – 9. Chiffre VIII
Daneben existieren unabhängige Einzelfassungen (und ein weiteres Einzelstück [2004]):
- Chiffre I (1982): siehe unter Instrumentalmusik für Soloinstrument(e) und Orchester / Ensemble
- Chiffre II – Silence to be beaten (1983) für 14(–15) Spieler. Dauer: ~14’. UA 30. November 1983 London (London Sinfonietta; Dirigent: Anthony Pay)

Besetzung: 1.1.1.1 – 1.1.1.0 – Schlagzeug[1–2] – Klavier – Streicher: 1.1.1.1.1
- Chiffre III (1983) für 12 Spieler. Dauer: ~10’. UA 7. Dezember 1983 Karlsruhe (Ensemble 13; Dirigent: Manfred Reichert)

Besetzung: 0.1.1.1 – 1.0.BTrp.1.0 – Schlagzeug[2] – Klavier – Streicher: 0.0.0.2.1
- Chiffre IV (1983/84):  siehe unter Instrumentalmusik für kleinere gemischte Ensembles (2–7 Spieler)
- Bild (eine Chiffre) (1984) für 9 Spieler. Dauer: ~9’. UA 27. April 1984 Witten (Ensemble Modern; Dirigent: Bernhard Wulff)

Besetzung: 0.0.0.0 – 1.1.1.0 – Schlagzeug[2] – Klavier – Streicher: 0.0.1.1.1
- Chiffre V (1984) für Orchester (17 Spieler). Dauer: ~8’. UA 3. Dezember 1984 Paris (Théâtre de la Ville; Ensemble intercontemporain; Dirigent: Gary Bertini)

Besetzung: 1.1.1.1 – 1.1.BTrp.1.0 – Schlagzeug[2] – Klavier – Streicher: 1.1.1.2.1
- Chiffre VI (1985) für 8 Spieler. Dauer: ~6’. UA 12. April 1985 Karlsruhe (Ensemble 13; Dirigent: Manfred Reichert)

Besetzung: 0.0.0.BKlar.0.KFg – 1.0.0.0 – Streicher: 1.1.1.1.1
- Chiffre VII (1985) für Orchester (14 Spieler). Dauer: ~15’. UA 15. September 1985 Frankfurt am Main (Ensemble 13; Dirigent: Manfred Reichert)

Besetzung: 1.1.1.1 – 1.1.BTrp.1.0 – Schlagzeug[2] – Klavier – Streicher: 0.0.0.2.1
- Chiffre VIII (1985–88) für 8 Spieler. Dauer: ~4’. UA 23. April 1988 Witten (Ensemble 13; Dirigent: Manfred Reichert)

Besetzung: 0.0.0.BKlar.0.KFg – 1.0.1.0 – Klavier – Streicher: 0.0.0.2.1
- Nach-Schrift (eine Chiffre) (1982–2004) für Ensemble (17 Spieler). Dauer: ~10’. UA 14. März 2004 Köln (musikFabrik; Dirigent: Stefan Asbury)

Besetzung: 1.1.1.1 – 1.2.1.0 – Schlagzeug[2] – Klavier – Streicher: 1.1.1.2.1
- Blick (1987/88). Ein Klangbild für Orchester. Dauer: ~17’. UA 25. April 1988 Freiburg (Philharmonisches Orchester; Dirigent: Eberhard Kloke)

Besetzung: 3.3.3.3 – 3.4[1 von fern].4[1 von fern].1 – Schlagzeug[4] – Pauken[1] – Harfe – Klavier – Streicher: 1.1.1.3.2
- Schwebende Begegnung (1988/89) für Orchester. Dauer: ~13’. UA 13. Februar 1989 Ludwigshafen (Deutsche Staatsphilharmonie Rheinland-Pfalz; Dirigent: Leif Segerstam)

Besetzung: 4.3.3.0 – 4.3.4[von fern].0 – Schlagzeug[5] – Harfe – Klavier – Streicher: 0.0.4.0.3
- Die Vorzeichen (1988/89). Bruchstück für Orchester (aus Die Eroberung von Mexico – siehe unter: Bühnenwerke). Dauer: ~8’. UA 12. Februar 1989 Hamburg (Philharmonisches Staatsorchester; Dirigent: Arturo Tamayo)

Besetzung: 4.4.4.4 – 4.4.4.0 – Schlagzeug[4] – Harfe – Streicher: 30.0.10.10.8
- Abgewandt 1 (1989) für Kammerorchester (11 Spieler). Dauer: ~7’. UA 25. Februar 1989 Karlsruhe (Ensemble 13; Dirigent: Manfred Reichert)

Besetzung: 1.1.1.1 – 1.0.0.0 – Klavier – Streicher: 1.1.1.1.1
- Ungemaltes Bild (1989/90) für Orchester. Dauer: ~13’. UA 17. Mai 1990 Stockholm (Königlich Philharmonisches Orchester; Dirigent: Michel Tabachnik)

Besetzung: 3.0.3.0 – 4.3.3.1 – Schlagzeug[4] – Streicher: 1.1.0.0.0
- Unbenannt III (1989/90) für Orchester. Dauer: ~20’. UA 23. Februar 1990 Köln (Kölner Rundfunk-Sinfonie-Orchester; Dirigent: Arturo Tamayo)

Besetzung: 3.0.5.1 – 6.4.4.2 – Schlagzeug[4] – Pauken[1?] – Harfe – Klavier – Streicher: 6.0.12.10.8 oder 6.0.10.8.6
- Cantus firmus (1990). Musik in memoriam Luigi Nono (1. Versuch), für 14 Spieler. Dauer: ~4’. UA 17. September 1990 Glasgow (Ensemble 13; Dirigent: Manfred Reichert)

Besetzung: 0.0.1.1 – 1.1.1.0 – Schlagzeug[2] – Klavier – Streicher: 1.1.1.2.1
- Ricercare (1990). Musik in memoriam Luigi Nono (2. Versuch), für 14 Spieler. Dauer: ~9’. UA Turin (Ensemble Ex Novo; Dirigent: Claudio Ambrosini)

Besetzung: 0.0.1.1 – 1.1.1.0 – Schlagzeug[2] – Klavier – Streicher: 1.1.1.2.1
- Abgewandt 2 (1990). Musik in memoriam Luigi Nono (3. Versuch), für 14 Spieler. Dauer: ~16’. UA 11. November 1990 Gütersloh (Ensemble 13; Dirigent: Manfred Reichert)

Besetzung: 0.0.1.1 – 1.1.1.0 – Schlagzeug[2] – Klavier – Streicher: 1.1.1.2.1
- Umfassung (1990). Musik in memoriam Luigi Nono (4. Versuch), für 2 Orchestergruppen. Dauer: ~16’. UA 21. Februar 1991 Mailand (Orchestra Sinfonica della RAI di Milano; Dirigent: Lothar Zagrosek)

Besetzung: 3.3.3.2 – 4.4.4.1 – Schlagzeug[4] – Harfe – Streicher: 1.1.1.2.1
- Ins Offene… für Orchester

- (1. Fassung; 1990). Dauer: ~22’. UA 22. September 1990 Glasgow (Royal Scottish National Orchestra; Dirigent: Matthias Bamert)

Besetzung: 3.0.4.1 – 3.3.3.1 – Schlagzeug[5] – Harfe – Klavier – Streicher: 1.1.2.6.4
- (2. Fassung; 1990–92). Dauer: ~27’. UA 18. Januar 1995 Santa Cruz, Teneriffa (Tschechische Philharmonie; Dirigent: Gerd Albrecht)

Besetzung: 3.0.4.1 – 3.3.3.1 – Schlagzeug[5] – Harfe – Klavier – Streicher: 1.1.2.6.4
- Dunkles Spiel (1988–90) für kleines Orchester. Dauer: ~15’. UA 16. Juni 1990 Zürich (Collegium Musicum Zürich; Dirigent: Paul Sacher)

Besetzung: 0.0.1.1 – 2.0.2.0 – Schlagzeug[4] – Harfe – Klavier – Streicher: 0.0.2.4.2
- Kalt (1989–91). Oktett. Dauer: ~8’. UA 16. Februar 1991 Berlin (Gruppe Neue Musik Hanns Eisler; Dirigent: Burkhard Glaetzner)

Besetzung: 0.1.EH.0.0 – 0.0.1.0 – Klavier – Streicher: 0.0.1.1.1
- Séraphin-Projekt (ab 1991):

- Étude pour Séraphin (1991/92) für Blechbläser (0.4.4.0) und Schlagzeug (6 Spieler). Dauer: ~23’. UA 8. März 1992 Karlsruhe (Ensemble 13; Dirigent: Manfred Reichert)
- Séraphin. Versuch eines Theaters

- 1. Zustand (1994): siehe unter Bühnenwerke
- 2. Zustand (1993–96): siehe unter Bühnenwerke

- Etude d’après „Séraphin“ (1997; Arbeitstitel: Stufen des Erinnerns) für instrumentale und elektronische Klänge. UA 25. Oktober 1997 Karlsruhe (ZKM)
- Séraphin-Sphäre (1993–2006) für Ensemble ( Spieler). Dauer: ~20’. UA 29. September 2006 Brüssel (Philharmonie; Ensemble Recherche; Dirigent: Titus Engel)

Besetzung: 1.1.1.0 – 0.1.1.0 – Schlagzeug[2] – Harfe – 2 Klaviere – Streicher: 1.0.1.1.1
- La lugubre gondola / Das Eismeer (1990–92). Musik in memoriam Luigi Nono (5. Versuch): siehe unter Instrumentalmusik für Soloinstrument(e) und Orchester / Ensemble
- Augenblick (1992) für 12 Violoncelli. Dauer: ~10’
- – et nunc 1 (1992) für Bläser und Schlagzeug. Dauer: ~20’

- Neufassung: – et nunc 2 (1992/93) für Bläser und Schlagzeug. Dauer: ~25’. UA 12. Mai 1993 Wien (Wiener Symphoniker; Dirigent: Ingo Metzmacher)

Besetzung: 4.4.6.4 – 4.6[2 von fern].2.2 – Schlagzeug[4 {2 von fern}]
- Form / Zwei Formen

- 1. Fassung (19??). UA 24. April 1994 Witten (Asko Ensemble; Dirigent: Jonathan Nott)
- 2. Fassung (1993/94) für 20 Spieler in 4 Quintettgruppen. Dauer: ~9’. UA 14. Juli 1996 Darmstadt (Orchester des Staatstheaters; Dirigent: Marc Albrecht)

Besetzung: 2.0.2.0 – 2.3.3.2 – Schlagzeug[5] – Klavier (ähnliche Besetzung wie in Déserts [1954] von Edgar Varèse)
- Vers une symphonie fleuve I (1992–95) für Orchester. Dauer: ~25’. UA 12. März 1995 Hamburg (Philharmonisches Staatsorchester; Dirigent: Gerd Albrecht)

Besetzung: 4.4.6.4 – 6.4[2 von fern].2.2 – Schlagzeug[4 {2 von fern}] – Streicher: 14.12.10.8.6[7?]
- Vers une symphonie fleuve II (1992–95) für Orchester. Dauer: ~15’. UA 14. Mai 1995 Karlsruhe (Badische Staatskapelle; Dirigent: Günter Neuhold)

Besetzung: 4.4.6.4 – 6.4[2 von fern].2.2 – Schlagzeug[4 {2 von fern}] – Streicher: 14.12.10.8.7
- Vers une symphonie fleuve III (1992–95) für Orchester. Dauer: ~25’. UA 25. Oktober 1995 Stuttgart (Radio-Sinfonieorchester Stuttgart; Dirigent: Gianluigi Gelmetti)

Besetzung: 4.4.6.4 – 6.4[2 von fern].4.2 – Schlagzeug[4 {2 von fern}] – Pauken[1] – Streicher
- In-Schrift (1995) für Orchester. Dauer: ~20’. UA 7. Juli 1995 Venedig (Württembergisches Staatsorchester; Dirigent: Gabriele Ferro)

Besetzung: 3.0.3.1 – 4.3.6.1 – Schlagzeug[5] – Pauken[1] – Harfe – Streicher: 0.0.0.7.7
- Pol – Kolchis – Nucleus (1991–96) für Ensemble (13 Spieler). Dauer: ~18’. UA 13. November 1996 Badenweiler (Ensemble intercontemporain; Dirigent: Pierre Boulez)

Besetzung: 0.0.2.0 – 1.2.1.0 – Schlagzeug[2] – Harfe – Klavier – Streicher: 0.0.1.1.1
- Pol

- 1. Fassung (1995): siehe unter Instrumentalmusik für kleinere gemischte Ensembles (2–7 Spieler)
- 2. Fassung (1996) für 13 Spieler. Dauer: ~6’. UA 7. November 1996 Köln (Ensemble Recherche; Dirigent: Kwamé Ryan)

Besetzung: 0.0.2.0 – 1.2.1.0 – Schlagzeug[2] – Harfe – Klavier – 0.0.1.1.1
- Kolchis (1991): siehe unter Instrumentalmusik für kleinere gemischte Ensembles (2–7 Spieler)
- Nucleus (1996) für 13 Spieler. Dauer: ~7’. UA 13. November 1996 Badenweiler (s. o.)

Besetzung: 0.0.2.0 – 1.2.1.0 – Marimbaphon – Schlagzeug[1] – Harfe – Klavier – Streicher: 0.0.1.1.1
- Gejagte Form für Orchester

- 1. Fassung (1995/96). Dauer: ~13’. UA 13. April 1996 Philadelphia (Ensemble Modern; Dirigent: John Adams)
- 2. Fassung (1995–2002). Dauer: ~15’. UA 28. März 2003 Graz (Klangforum Wien; Dirigent: Sylvain Cambreling)

Besetzung (in beiden Fassungen): 2.1.2.1 – 2.2.2.1 – Schlagzeug[3] – Harfe – E-Bass – Klavier – Streicher: 1.1.1.1.1
- Ernster Gesang (1996) für Orchester

Dauer: ~13’. UA 25. April 1997 Philadelphia (Philadelphia Orchestra; Dirigent: Wolfgang Sawallisch)
Besetzung: 0.1.4.3 – 4.0.3.1 – Pauken[1] – Streicher: 0.0.1.1.1
- Ernster Gesang mit Lied (1996/97): siehe unter Vokalkompositionen mit Instrument(en)

- Verborgene Formen (1995–97) für Ensemble (21 Spieler). Dauer: ~15’. UA 18. September 1997 Berlin (Ensemble Modern; Dirigent: Peter Rundel)

Besetzung: 2.1.2.1 – 2.2.2.1 – Schlagzeug[3] – Harfe – Klavier – Streicher: 0.0.1.1.1
- Gedrängte Form (1995–98) für Ensemble (14 Spieler). Dauer: ~6’. UA 1. Dezember 1998 Frankfurt am Main (Ensemble Modern; Dirigent: George Benjamin)

Besetzung: 1.0.EH.0.BKlar.0 – 0.1.1.0 – Schlagzeug[2] – Gitarre – Harfe – Klavier – Streicher: 1.0.1.1.1
- Vers une Symphonie fleuve IV für Orchester

- 1. Fassung (1997/98). UA 22. September 1998 Dresden (Sächsische Staatskapelle; Dirigent: Giuseppe Sinopoli)
- 2. Fassung (1997–2000). Dauer: 30’. UA 5. Mai 2001 München (Münchner Philharmoniker; Dirigent: Gary Bertini)

Besetzung: 4.4.6.4 – 4.6.4.2 – Schlagzeug[4] – Pauken[1] – Streicher
- Spiegel und Fluss (1999). Nachspiel und Vorspiel für Orchester. Dauer: ~22’. UA 2. Januar 2000 Hamburg (NDR Sinfonieorchester; Dirigent: Christoph Eschenbach)

Besetzung: 3.3.3.3 – 4.2.3.1 – Schlagzeug[1] – Pauken[1] – Harfe – Streicher
- In Frage (1999–2000) für Ensemble (8 Spieler). Dauer: ~17’. UA 22. Mai 2000 Wien (Ensemble Recherche)

Besetzung: 0.0.EH.0.BKlar.0 – 0.0.0.0 – Schlagzeug[1] – Harfe – Klavier – Streicher: 0.0.1.1.1
- Frage (1999–2000) für Frauenstimme und Ensemble (8 Spieler): siehe unter Vokalkompositionen mit Instrument(en)

- Im Anfang (1998–2000) für Orchester. Dauer: ~18’. UA 13. März 2000 Bremen (Philharmonisches Staatsorchester Bremen, Dirigent: Günter Neuhold)

Besetzung: 3.3.3.3 – 4.3.3.0 – Schlagzeug[3] – Pauken[1] – Harfe – Streicher: 14.12.10.8.6
- Jagden und Formen (1995–2001) für Orchester. Dauer: ~55’. UA 15. November 2001 Basel (Messe; Ensemble Modern; Dirigentin: Dominique My)

Besetzung: 2.1.2.1 – 2.2.2.1 – Schlagzeug[3] – Harfe – Klavier – Gitarre – Streicher: 1.1.1.1.1
- Neufassung (2007/08): siehe unter Bühnenwerke

- Verwandlung (2002–13). Musik für Orchester

- Verwandlung 1 (2002). Dauer: ~15’. UA 14. September 2002 Frankfurt am Main (NDR Sinfonieorchester; Dirigent: Christoph Eschenbach)

Besetzung: 2.1.2.1 – 4.1.2.0 – Schlagzeug[3] – Pauken[1] – Harfe – Klavier – Streicher
- Verwandlung 2 (2005). Dauer: ~20’. UA 2. September 2005 Leipzig (Gewandhaus; Gewandhausorchester; Dirigent: Riccardo Chailly)

Besetzung: 2.2.2.2 – 4.2.3.1 – Schlagzeug[1] – Pauken[1] – Harfe – Streicher
- Das Lesen der Schrift (2001/02). Vier Stücke für Orchester. Dauer: ~17’. UA 16. März 2002 Berlin (Deutsches Symphonie-Orchester; Dirigent: Kent Nagano)

Besetzung: 2.1.2.2 – 4.2.3.1 – Pauken[1] – 2 Harfen – Orgel – Streicher
- Blick auf Kolchis (2002) für Ensemble (10 Spieler). Dauer: ~15’. UA 25. Oktober 2002 Basel (Fondation Beyeler; Ensemble Recherche)
- Sphäre um Sphäre (1992–2003) für Ensemble (11 Spieler). Dauer: ~30’. UA 27. Oktober 2003 Paris (Ensemble Recherche; Dirigent: Lucas Vis)

Besetzung: 1.1.1.0 – 0.0.0.0 – Schlagzeug[1] – Harfe – 2 Klaviere – Streicher: 1.0.1.1.1
- Two Other Movements (1. Fassung; 2004) für Orchester. Dauer: ~38’. UA 10. März 2005 New York (Avery Fisher Hall; New Yorker Philharmoniker; Dirigent: Lorin Maazel)

Besetzung: 3.3.3.3 – 4.3.3.1 – Schlagzeug[3] – Pauken[1] – Harfe – Streicher: 14.12.10.8.6
- Will Sound (2005/06) für Ensemble (17 Spieler). Dauer: ~7’. UA 16. Februar 2006 New York (Carnegie Hall; Ensemble Alarm Will Sound; Dirigent: Alan Pierson)

Besetzung: 1.1.0.ASax.TSax.1 – 1.1.1.0 – Schlagzeug[3] – Akkordeon – Klavier – Streicher: 1.0.1.1.1
- Auf- und Wiederhören (2007). Ein verabschiedender Walzer für Manfred Reichert, für Ensemble (12 Spieler). Dauer: ~8’. UA 15. November 2007 Karlsruhe (ZKM; Ensemble 13; Dirigent: Manfred Reichert)

Besetzung: 1.1.1(in A).1 – 0.0.0.0 – Schlagzeug[1] – Klavier[4-händig; auch Harmonium] – Streicher: 1.1.1.1.1
- Concerto „Séraphin“ (2006–08) für 16 Spieler. UA 17. September 2008 Berlin (Radialsystem; musikFabrik; Dirigent: Emilio Pomàrico)
- Dionysos - Eine Opernphantasie nach Texten von Friedrich Nietzsche, (2009–2010). Libretto basierend auf Nietzsches Dionysos-Dithyramben vom Komponisten. Eine Auftragskomposition der Salzburger Festspiele. UA: Salzburg 27. Juli 2010

#### Für Soloinstrument(e) und Orchester/ Ensemble
Klavier(e)
- Konzert (1969) für Klavier und 8 Instrumente. Dauer: ~6’. UA 3. Oktober 1987 Wien (Ensemble Musica Viva Karlsruhe; Dirigent: Norbert Krupp)

Ensemble: 1.1.0.1 – 0.1.1.0 – Streicher: 1.0.1.1.0
- Fantasia (1969/70; op. 4) für Streichorchester mit obligatem Klavier
- La musique creuse le ciel (1977–79) für 2 Klaviere und Orchester. Dauer: ~30’. UA 14. November 1980 Köln (Alfons und Aloys Kontarsky [Klaviere]; Kölner RSO; Dirigent: Mario di Bonaventura)

Orchester: 4.4.4.4 – 6.4.4.1 – Schlagzeug[3] – 2 Harfen – Streicher
- Chiffre I (1982) für Klavier und 7 Instrumente. Dauer: ~8’. UA 22. April 1983 Saarbrücken (Aloys Kontarsky [Klavier]; Mitglieder des Rundfunk-Sinfonieorchesters Saarbrücken; Dirigent: Bernhard Kontarsky)

Ensemble: 0.0.1.1 – 0.1.1.0 – Streicher: 0.0.0.2.1
- La lugubre gondola / Das Eismeer (1990–92). Musik in memoriam Luigi Nono (5. Versuch)

- Fassung für Klavier und 2 Orchestergruppen. Dauer: ~17’. UA 14. September 1992 Duisburg (Bernhard Wambach [Klavier]; Duisburger Sinfoniker; Dirigent: Alexander Lazarew)
- Fassung für 2 Klaviere und 2 Orchestergruppen. Dauer: ~17’. UA 8. Oktober 1994 Graz (Christine Asleitner, Wim van Zutphen [Klaviere]; Radio-Symphonieorchester Wien; Dirigent: Friedrich Goldmann)

Orchester (in beiden Fassungen): 3.3.3.2 – 4.4.4.1 – Schlagzeug[4] – Pauken[1] – Harfe Streicher: 4.0.2.4.2
- Sphère. Kontrafaktur mit Klavier-Gegenkörper (1992–94) für Klavier, Bläser und Schlagzeug. Dauer: ~25’. UA 9. Mai 1994 München (Siegfried Mauser [Klavier]; Symphonieorchester des Bayerischen Rundfunks; Dirigent: Alexander Lazarew)

Orchester: 4.4.6.4 – 4.6[2 von fern].2.2 – Schlagzeug [4 {2 von fern}]
Ableitungen:
- Nachstudie (1992–94) für Klavier: siehe unter Instrumentalmusik für Tasteninstrumente
- Sphäre nach Studie (1994–2002) für 6 Spieler: siehe unter Instrumentalmusik für kleinere gemischte Ensembles (2–7 Spieler)
- Sphäre um Sphäre (1992–2003) für Ensemble (11 Spieler): siehe unter Instrumentalmusik für  Orchester / Ensemble

- Sotto voce (1999). Notturno für Klavier und kleines Orchester. Dauer: ~14’. UA 22. Mai 1999 Berlin (Daniel Barenboim [Klavier und Dirigent]; Berliner Philharmoniker)

Orchester: 2.2.1.1 – 2.0.0.0 – Pauken[1] – Harfe – Streicher: maximal 10.8.6.6.4
- Sotto voce 2 (2007). Capriccio für Klavier und kleines Orchester. Dauer: ~17’. UA 21. Juli 2007 Erl (Passionsspielhaus; Nicolas Hodges [Klavier]; Haydn-Orchester; Dirigent: Tito Ceccherini)

Orchester: 2.2.1.1 – 2.0.0.0 – Pauken[1] – Streicher
- 2. Klavierkonzert (2014). Dauer: ~25’. UA 25. August 2014 Salzburg (Großes Festspielhaus; Tzimon Barto [Klavier]; Gustav Mahler Jugendorchester; Dirigent: Christoph Eschenbach)

Orchester: 2.1.3.2 – 2.1.1.0 – Schlagzeug[2] – Harfe – Streicher: 12.10.8.6.4
Orgel
- Unbenannt IV (2002–04) für Orgel und Orchester. Dauer: ~25’. UA 27. August 2003 Luzern (Leo van Doeselaar [Orgel]; Concertgebouw-Orchester; Dirigent: Riccardo Chailly)

Orchester: 3.1.EH.3.1.2KFg – 5.2.4.2KbTb – Schlagzeug[4] – 2 Harfen – Klavier – Streicher: 24.0.10.8.6
Violine
- Lichtzwang (1975/76). Erste Musik für Violine und Orchester (in memoriam Paul Celan). Dauer: ~18’. UA 3. April 1977 Royan (János Négyesy [Violine]; SWF-Sinfonieorchester; Dirigent: Ernest Bour)

Orchester: 4[+4Picc].0.4[+Es-Klar, +Bklar].4[+Kfg] – 4.3[+Btrp].2.1 – Schlagzeug[5] – Pauken[1] – Harfe – elektronische Orgel – Streicher: 0.0.10.8.6
- Gesungene Zeit (1991/92). Zweite Musik für Violine und Orchester. Dauer: ~25’. UA 13. Juni 1992 Zürich (Anne-Sophie Mutter [Violine]; Collegium Musicum; Dirigent: Paul Sacher)

Orchester: 2.2.2.2 – 1.2.1.0 – Schlagzeug[2] – Harfe – Streicher: 1.1.4.4.2
- Dritte Musik (1993) für Violine und Orchester (in memoriam Kurt Kocherscheidt). Dauer: ~20’. UA 7. Mai 1993 Baden-Baden (Gottfried Schneider [Violine]; SWF-Sinfonieorchester Baden-Baden; Dirigent: Michael Gielen)

Orchester: 0.0.4.4 – 3.0.2.1 – Schlagzeug[5] – Pauken[1] – Harfe – Klavier – Akkordeon – Streicher: 0.0.10.8.6
- Coll’arco (2007/08). Vierte Musik für Violine und Orchester. UA 11. September 2008 Leipzig (Carolin Widmann [Violine]; Gewandhausorchester; Dirigent: Riccardo Chailly)
- Lichtes Spiel (2009). Ein Sommerstück für Violine und kleines Orchester. UA 18. November 2010 New York (Anne-Sophie Mutter [Violine]; New York Philharmonic Orchestra; Dirigent: Michael Francis)
- Gedicht des Malers (2014). Poème du Peintre. UA 9. Januar 2015 Wien (Renaud Capuçon [Violine]; Wiener Symphoniker; Dirigent: Philippe Jordan)

Viola
- Bratschenkonzert (1979–83). Dauer: ~20’. UA 13. November 1983 Berlin (Eckart Schloifer [Viola]; Rundfunk-Sinfonieorchester Berlin; Dirigent: Lothar Zagrosek)

Orchester: 3.0.3.1 – 4.2.2.0 – Schlagzeug[1] – Pauken[1] – Harfe – Streicher: 12.0.8.6.4
- Zweites Bratschenkonzert – Über die Linie IV (2000–02). Dauer: ~32’. UA 24. März 2002 Budapest (Pester Redoute; Tabea Zimmermann [Viola], Junge Deutsche Philharmonie; Dirigent: Hans Zender)

Orchester: 2.0.EH.2.0.KFg – 2.0.2.0 – Schlagzeug[1] – Pauken[1] – Harfe – Streicher: mindestens 8.8.4.4.2, maximal 14.12.10.8.6
Violoncello
- Monodram (1982/83) für Violoncello und Orchester. Dauer: ~17’. UA 9. Oktober 1983 Graz (Siegfried Palm [Violoncello], Rundfunk-Sinfonieorchester Saarbrücken; Dirigent: Hans Zender)

Orchester: 3.3.3.3 – 4.3.3.1 – Schlagzeug[2] – Pauken[1] – Harfe – Klavier – Streicher: 6.6.6.6.6
- Styx und Lethe (1997/98). Musik für Violoncello und Orchester. Dauer: ~22’. UA 18. Oktober 1998 Donaueschingen (Lucas Fels [Violoncello]; SWF-Sinfonieorchester Baden-Baden; Dirigent: Hans Zender)

Orchester: 4.1.1.4 – 4.1.3.1 – Schlagzeug[1] – Harfe – Klavier – Streicher: 16.0.0.8.6
- Konzert in einem Satz (2005/06) für Violoncello und Orchester. Dauer: ~25’. UA 15. August 2006 Salzburg (Festspiele; Steven Isserlis [Violoncello]; Deutsche Kammerphilharmonie Bremen; Dirigent: Paavo Järvi)

Orchester: 2.2.2.2 – 2.1.1.0 – Schlagzeug[1] – Harfe – Streicher: 14.12.10.8.6
Streichduo
- Erster Doppelgesang (1980). Musik für Viola, Violoncello und Orchester. Dauer: ~15’. UA 18. Januar 1984 Baden-Baden (Hirofumi Fukai [Viola]; Walter Grümmer [Violoncello]; SWF Sinfonieorchester Baden-Baden; Dirigent: Jan Latham König)

Orchester: 2.2.2.2 – 2.1.1.0 – Schlagzeug[1] – Pauken[1] – Harfe – Streicher: 6.0.3.3.3
Streichtrio
- Kammerkonzert (1968) für Streichorchester und 3 Solostreicher

Streichquartett
- Sektor IV aus „Morphonie“ (1972/73) für Streichquartett und Orchester. Dauer: ~40’. UA 19. Oktober 1974 Donaueschingen (Musiktage; Wolfgang Hock, Karl Steeb [Violinen], Enrique Santiago [Viola], Anton Käsmeier [Violoncello]; SWF Sinfonieorchester Baden-Baden; Dirigent: Ernest Bour)

Orchester: 2.2.2.Bklar.2.Kfg – 4.3.3.1 – Schlagzeug[1] – Pauken[1] – Harfe – Klavier – elektronische Orgel – Streicher
- Concerto (2000). Dithyrambe für Streichquartett und Orchester. Dauer: ~30’. UA 25. August 2000 Amsterdam (Concertgebouw; Arditti Quartett; Concertgebouw-Orchester; Dirigent: Riccardo Chailly)

Orchester: 2.2.3.2 – 2.2.2.0 – Schlagzeug[4] – Harfe – Klavier – Celesta – Streicher: 6.6.4.4.2
Oboe
- Musik für Oboe und Orchester (1993–95)

- Neufassung (2002). Dauer: ~23’. UA 9. November 1995 Basel (Thomas Indermühle [Oboe]; RSO Basel; Dirigent: George Benjamin)

Orchester: 0.1.1.2 – 0.0.3.1 – Schlagzeug[1] – Harfe[1] – Streicher: 0.0.6.6.3
Klarinette
- Musik für Klarinette und Orchester – Über die Linie II (1999). Dauer: ~37’. UA 12. November 1999 München (Musica Viva; Jörg Widmann [Klarinette]; Symphonieorchester des Bayerischen Rundfunks; Dirigent: Sylvain Cambreling)

Orchester: 2.1.0.1 – 2.0.0.0 – Schlagzeug[2] – Harfe – Celesta – Streicher: 12.10.8.6.4[-5]
Fagott
- Psalmus (2007) für Fagott und Orchester. Dauer: ~20’. UA 27. Juli 2007 München (Pascal Gallois [Fagott]; Bayerisches Staatsorchester; Dirigent: Kent Nagano)

Orchester: 2.2.2.3 – 4.2.3.1 – Schlagzeug[1] – Pauken[1] – Harfe – Streicher
Trompete
- Gebild (1982–97) für Piccolotrompete, Schlagzeug (2 Spieler) und Streicher (6.6.4.4.2). Dauer: ~9’. UA 7. September 1997 Luzern (Håkan Hardenberger [Piccolotrompete]; Stockholms Nya Kammarorkester; Dirigent: Joseph Swensen)

Posaune
- Faltet die Sternhaut (1969) für Posaune und Kammerorchester
- Canzona per sonare – Über die Linie V (2002) für Altposaune und 2 Orchestergruppen. Dauer: ~22’. UA 17. Mai 2002 Schwetzingen (Schlosstheater; Mike Svoboda [Posaune]; Radio-Sinfonieorchester Stuttgart; Dirigent: Stefan Asbury)

Orchester: 0.2.0.2 – 2.2WTb.0.2.2 – Schlagzeug[3] – 2Harfen – Klavier – Streicher
Bläserduo
- Zeichen I – Doubles (1981). Musik für Bassflöte (auch Piccolo), Kontrabassklarinette (auch Es-Klarinette) und 2 Orchestergruppen. Dauer: ~16’. UA 8. Juni 1986 Turin (Roberto Fabbriciani [Flöten]; Ciro Scarponi [Klarinetten]; Orchestra Sinfonica della RAI di Torino; Dirigent: Farhad Meshkat)

Orchester: 5.3.4.1 – 4.5.4.1 – Schlagzeug[5] – Klavier – Streicher: 0.0.0.4.4
Harfe
- Die Stücke des Sängers (2000–01). Musik für Harfe und Ensemble. Dauer: ~15’. UA 17. März 2001 Paris (Frédérique Cambreling [Harfe]; Ensemble intercontemporain; Dirigent: Pierre Boulez)

Ensemble: 2.1.3.1 – 2.0.2.1 – Schlagzeug[3] – Klavier – Streicher: 0.0.2.2.1
Neufassung (2008)[?]
Schlagzeug
- Dunkles Spiel (1988–90) für 4 Schlagzeuger und Ensemble: siehe unter Instrumentalmusik für Orchester / Ensemble

Gemischte Duos
- Zweiter Doppelgesang (1981–83). Musik für Klarinette, Violoncello und Orchester. Dauer: ~15’. UA 7. August 1983 Hitzacker (Eduard Brunner [Klarinette]; Wolfgang Boettcher [Violoncello]; I Fiamminghi; Dirigent: Rudolf Werthen)

Orchester: 0.2.0.2 – 2.0.0.0 – Streicher: mindestens 10.8.6.4.3
- Szene (1998) für Trompete, Schlagzeug und Orchester. UA 1. November 1998 Karlsruhe (Reinhold Friedrich [Trompete], Robyn Schulkowsky [Schlagzeug]; Badische Staatskapelle; Dirigent: Kazushi Ōno)

- Neufassung (1998/99): Marsyas. Rhapsodie für Trompete, Schlagzeug (Marimbaphon, 7 Trommeln) und Orchester. Dauer: ~16’. UA 24. März 2000 Luzern (Reinhold Friedrich [Trompete], Robyn Schulkowsky [Schlagzeug]; Junge Deutsche Philharmonie; Dirigent: Steven Sloane)

Orchester: 3.2.2.2 – 4.3.3.1 – Schlagzeug[3] – Pauken[1] – Harfe – Klavier – Streicher: 14.12.10.8.6
- Dritter Doppelgesang (2004) für Klarinette (in A), Viola und Orchester. Dauer: ~32’. UA 14. April 2005 Minneapolis (Minnesota Orchestra Hall; Burt Hara [Klarinette], Tom Turner [Viola]; Minnesota Orchestra; Dirigent: Osmo Vänskä)

Orchester: 2.1.2(in A).1 – 2.1.1.0 – Harfe – Streicher: 10.10.10.6.4

#### Für kleinere gemischte Ensembles (2–7 Spieler)
Duos
- Violine und Klavier

- Violinsonate (1969)

- Neufassung: Duosonate (1971)
- Neufassung: Eine Violinsonate (1971–75)

- Hekton (1972). Dauer: ~9’. UA 5. Dezember 1972 (János Négyesy [Violine], Cornelius Cardew [Klavier])
- Antlitz (1992/93). Zeichnung für Violine und Klavier. Dauer: ~12’. UA 9. Mai 1993 Köln (Thomas Zehetmair [Violine], Siegfried Mauser [Klavier])

- Fassung für Violoncello und Klavier: Von weit (1993) – siehe unter Andere Duos

- Phantom und Eskapade (1993/94). Stückphantasien für Violine und Klavier. Dauer: ~17’. UA 1. Juli 1996 Johannisberg (Ulf Hoelscher [Violine], Siegfried Mauser [Klavier])
- Andere Duos

- Siebengestalt (1974) für Orgel und Tamtam. Dauer: ~15’. UA Frankfurt am Main
- Von weit (1993) für Violoncello und Klavier. Dauer: ~12’. UA 19. November 1994 Stuttgart (Hans-Peter Jahn [Violoncello]; Yukiko Sugawara [Klavier])
- Fetzen 4 (2004) für Viola und Akkordeon. Dauer: ~4’. UA 6. März 2004 Brüssel (Christophe Desjardins [Viola], Teodoro Anzellotti [Akkordeon])

Trios
- Klaviertrios

- Trio (1972). Dauer: ~9’. UA 10. Juli 1988 Salzau (Gottfried Schneider [Violine], Julius Berger [Violoncello], Siegfried Mauser [Klavier])
- Fremde Szene I–III. Versuche für Klaviertrio. Erste Folge (Robert Schumann betreffend) (1982–84). Dauer: ~45’. UA 21. November 1984 Gelsenkirchen (Saschko Gawriloff [Violine], Siegfried Palm [Violoncello], Bruno Canino [Klavier])

- Fremde Szene I (1982). Dauer: ~10’. UA 17. August 1992 Salzburg (Odeon Trio)
- Fremde Szene II (1982/83). Charakterstück. Dauer: ~20’. UA 8. Juni 1984 Düsseldorf (Saschko Gawriloff [Violine], Siegfried Palm [Violoncello], Bruno Canino [Klavier])
- Fremde Szene III (1983/84). Dauer: ~10–15’. UA 21. November 1984 Gelsenkirchen (s. o.)

- An Bálint (2007): siehe unter Vokalkompositionen mit Instrument(en)

- Andere Trios

- Trio (1970) für Violoncello, Klavier, Schlagzeug und Tonband
- Paraphrase (1972) für Violoncello, Schlagzeug und Klavier. Dauer: ~18’. UA 25. April 1976 Witten (Gaby Schumacher [Violoncello], Christoph Caskel [Schlagzeug], Herbert Henck [Klavier])
- Deploration (1973) für Flöte, Violoncello und Schlagzeug. Dauer: ~12’. UA 2. Februar 1976 Tübingen (Exempla Nova Ensemble Hamburg)
- Chiffre IV (1983/84) für Bassklarinette, Violoncello und Klavier. Dauer: ~9’. UA 3. Februar 1984 Hamburg (Wolfgang Meyer [Klarinette], Susanne Eychmüller [Violoncello], Bernhard Wambach [Klavier])
- Am Horizont (1991). Stille Szene für Violine, Violoncello und Akkordeon (Mauricio Kagel gewidmet). Dauer: ~5’. UA 19. Januar 1992 Köln (Philharmonie; Saschko Gawriloff [Violine], Siegfried Palm [Violoncello], Teodoro Anzellotti [Akkordeon])
- Gesangsstück (2002). Eine Triophantasie für Klarinette, Violine und Klavier. Dauer: ~30’. UA Hongkong (Verdehr Trio)
- Drei Vorspiele zu einer Insel (2003) für Flöte, Violine und Schlagzeug. Dauer: ~5’. UA 1. März 2003 Freiburg im Breisgau (Ensemble Recherche)
- Über die Linie VI (2004) für Altflöte, Violine und Violoncello. Dauer: ~15’. UA 20. Januar 2005 Köln (Philharmonie; Emmanuel Pahud [Flöte], Daniel Sepec [Violine], Jean-Guihen Queyras [Violoncello])
- Gegenstück (2006). Trio für Kontrabasssaxophon, Schlagzeug und Klavier. Dauer: ~12’. UA 12. Februar 2006 Stuttgart (Trio Accanto)

Quartette
- Kleiner Walzer (2004) für Klarinette, Violoncello und Klavier zu 4 Händen
- Schrift-Um-Schrift (1993–2007) für 2 Klaviere und 2 Schlagzeuger. Dauer: ~30’. UA 3. November 2007 Köln (GrauSchumacher Piano Duo; Franz Bach, Katarzyna Myćka [Schlagzeug])

Quintette
- Kolchis (1991) für 5 Spieler. Dauer: ~5’. UA 14. Januar 1992 Wien (Klangforum Wien; Dirigent: Beat Furrer)

Besetzung: Schlagzeug[1] – Harfe – Klavier – Violoncello – Kontrabass
- Blick auf Kolchis (2002) für Ensemble (10 Spieler): siehe unter Instrumentalmusik für Orchester / Ensemble

- Bonus (2001). Geburtstagsquintett für Englischhorn, 2 Trompeten, Posaune und Harfe. Dauer: ~3’. UA 11. November 2001 Frankfurt am Main (Ensemble Modern; Dirigent: Franck Ollu)
- Vier Studien zu einem Klarinettenquintett (2002). Dauer: ~35’. UA 12. März 2003 Badenweiler (Jörg Widmann [Klarinette], Minguet Quartett)
- Interscriptum (2000–02). Duo für Streichquartett und Klavier. Dauer: ~15’. UA 21. November 2002 Wiene (Siegfried Mauser [Klavier]; Minguet Quartett)
- Fetzen 3 (2002) für Akkordeon und Streichquartett. Dauer: ~4’. UA 31. August 2002 Agathenburg (Teodoro Anzellotti [Akkordeon], Arditti Quartett)
- Male über Male (2000–03) für Klarinette und Streicher (0.0.2.1.1). Dauer: ~15’. UA 11. November 2003 Karlsruhe (Jörg Widmann [Klarinette]; Ensemble 13; Dirigent: Manfred Reichert)
- Fetzen 5 (2004) für Akkordeon und Streichquartett. Dauer: ~3’. UA 25. April 2004 Witten (Rudolf-Steiner-Schule; Teodoro Anzellotti [Akkordeon], Arditti Quartett)
- Fetzen 6 (2004) für Akkordeon und Streichquartett. Dauer: ~2’. UA 25. April 2004 Witten (s. o.)
- Fetzen 7 (2000–04) für Akkordeon und Streichquartett. Dauer: ~5’. UA 25. April 2004 Witten (s. o.)
- Fetzen 8 (2004) für Akkordeon und Streichquartett. Dauer: ~4’. UA 25. April 2004 Witten (s. o.)

Sextette
- Figur (1989) für 4 Kontrabassposaunen, Harfe und Schlagzeug. Dauer: ~3’. UA 12. November 1989 Frankfurt am Main (Mutare Ensemble; Dirigent: Gerhard Müller-Hornbach)
- Pol (1. Fassung; 1995) für 6 Spieler. Dauer: ~6’. UA 7. Mai 1996 Basel (Ensemble der IGNM; Dirigent: Jürg Henneberger)

Besetzung: Bassklarinette – Harfe – Schlagzeug – Viola – Violoncello – Kontrabass
- 2. Fassung (1996) für 13 Spieler: siehe unter Instrumentalmusik für Orchester / Ensemble

- Sphäre nach Studie (1994–2002) für 6 Spieler. Dauer: ~30’. UA 12. März 2002 Karlsruhe (ZKM; Siegfried Mauser [Klavier], Ensemble 13; Dirigent: Manfred Reichert)

Besetzung: Schlagzeug[2] – Harfe – Klavier – 2 Kontrabässe
Septett
- En plein air (2004/05) für Flöte, Klarinette, Harfe und Streichquartett. Dauer: ~13’. UA 13. März 2005 Badenweiler (Hotel Römerbad; Janne Thomsen [Flöte]; Jörg Widmann [Klarinette], Sarah O’Brien [Harfe], Minguet Quartett)

#### Für 1–6 Streicher
Soli
- Grat (1970) für Violoncello. Dauer: ~10’. UA 22. März 1972, Darmstadt (Horst Hornung)
- Über die Linie [I] (1999) für Violoncello. Dauer: 22’. UA 5. April 1999 Köln (Heinrich Schiff)
- Über die Linie VII (2006) für Violine. Dauer: 20’. UA 15. September 2007 Frankfurt am Main (Alte Oper; Carolin Widmann)

Duo
- Duomonolog (1986–89) für Violine und Violoncello. Dauer: ~10’. UA 11. Oktober 1989 Badenweiler (Irvine Arditti [Violine], Rohan de Saram [Violoncello])

Trios
- Streichtrios (Violine, Viola, Violoncello)

- [Nr. 1] (1968)
- [Nr. 2] (1969)
- Streichtrio (1971; op. 9). Dauer: ~12’. UA 14. Oktober 1976 Heidelberg (Mitglieder des Assmann-Quartetts)
- Musik für 3 Streicher (1977). Dauer: ~60’. UA 31. Juli 1978 Darmstadt (Stefan Czapary [Violine], Eckart Schloifer [Viola], Ulrich Heinen [Violoncello])

- Andere Trios

- Verzeichnung – Studie (1986) für Viola, Violoncello und Kontrabass. Dauer: ~8’. UA 2. Juni 1986 Insel Hombroich (Trio Basso Köln)
- In nuce (1994) für Viola, Violoncello und Kontrabass. Dauer: ~4’. UA 28. November 1994 Berlin (Ensemble Recherche)

Quartette
- Streichquartette (2 Violinen, Viola, Violoncello)

- Quartett in g (1966). Dauer: ~22’. UA 14. September 1997 Berlin (Philharmonie; Leipziger Streichquartett)
- Quartett (1968). UA 13. September 1997 Berlin (Philharmonie; Arditti Quartett)
- Quartett Nr. 1 (1970; op. 2). Dauer: ~8’. UA 15. Juni 1987 Hamburg (Roland Greutter, Melin Moon, Jakob Zeijl, Bernhard Gmelin)
- Quartett Nr. 2 (1970; op. 10). Dauer: ~13’
- Tristesse d’une étoile (1971)
- Im Innersten. Quartett Nr. 3 (1976). Dauer: ~30’. UA 3. April 1977 Royan (Berner Streichquartett)
- Quartett Nr. 4 (1980/81). Dauer: ~17’. UA 12. November 1983, Badenweiler (Alban Berg Quartett)
- Ohne Titel. Quartett Nr. 5 (1981–83). Dauer: ~27’. UA 9. Dezember 1983 Brüssel (Arditti Quartett)
- Zwischenblick: „Selbsthenker!“ (1983/84). Dauer: ~5’
- Blaubuch. Quartett Nr. 6 (1984). Dauer: ~45’. UA 14. Juni 1986 Frankfurt am Main (Arditti Quartett)
- Veränderungen. Quartett Nr. 7 (1985). Dauer: ~17’. UA 19. Juli 1986 London (Kronos Quartet)
- Quartett Nr. 8 (1987/88). Dauer: ~15’. UA 17. Januar 1989 Mailand (Arditti Quartett)
- Zwischen den Zeilen (1991). Dauer: ~3’. UA 18. November 1991 Wien (Arditti Quartett)

Beitrag zum Gemeinschaftsprojekt Schleedoyer II (mit Rolf Liebermann, Nigel Osborne, Henri Pousseur)
- Quartett Nr. 9 (Quartettsatz; 1992/93). Dauer: ~25’. UA 13. November 1993 Badenweiler (Emerson String Quartet)
- Quartett Nr. 10 (1993–97). Dauer: ~20’. UA 20. September 1997 Berlin (Arditti Quartett)
- Quartett Nr. 11 (1998/2007). UA 18. Januar 2009 Essen (Philharmonie; Takács Quartet)
- Fetzen (1999). Dauer: ~3’. UA 23. Juni 1999 München (Arditti Quartett)
- Quartett Nr. 12 (2000/01). Dauer: ~15’. UA 23. Juni 2002 Reggio Emilia (Teilnehmer des Streichquartett-Wettbewerbs)
- Fetzen 2 (2002). Dauer: ~4’. UA 17. Mai 2002 Insel Hombroich (Arditti Quartett)
- Quartettstudie (2003/04). Dauer: ~13’. UA 16. September 2004 München (Internationaler Musikwettbewerb der ARD; Quatuor Ebène)
- Grave (2005; in memoriam Thomas Kakuska). Dauer: ~12’. UA 28. Januar 2007 Wien (Alban Berg Quartett)
- Quartett Nr. 13 (2011). Dauer ~23'. UA 19. Januar 2012 Cité de la Musique Paris (Arditti Quartett)
- Geste zu Vedova (2015). Dauer: ~11’. UA 21. Oktober 2015 Fondazione Vedova Venedig (Minguet Quartett)

- Andere Quartettbesetzung

- Canzona (1982) für 4 Violen. Dauer: ~25’. UA 6. Juni 1982 Stuttgart (Mitglieder des Württembergischen Staatsorchesters)

Quintett
- Canzona nuova (1982/2006) für 5 Bratschen. Dauer: ~30’. UA 29. September 2007 Straßburg (Palais du Rhin; mit Christophe Desjardins)

Sextett
- Protokoll, ein Traum (1987) für 6 Violoncelli. Dauer: ~5’. UA 22. Oktober 1987 Graz (Cello-Ensemble Heinrich Schiff)

#### Für 1–5 Bläser
Soli
- Kleine Echophantasie (1986) für Trompete. Dauer: ~1’
- Vier Male (2000). Stück für Klarinette in A. Dauer: ~16’. UA 31. Oktober 2000 Karlsruhe (Jörg Widmann)

Trio
- Grund-Riss (2006). Studie für Kontrabassklarinette, Kontrabassposaune und Kontrabasssaxophon. Dauer: ~10’. UA 15. August 2006 Darmstadt (Ernesto Molinari [Kontrabassklarinette], Uwe Dierksen [Kontrabassposaune], Marcus Weiss [Kontrabasssaxophon])

Quintette
- Sine nomine I (1985). Studie für 5 Blechbläser. Dauer: ~9’. UA 27. Januar 1986 Cannes (Gabrieli-Quintett)

Besetzung: Horn – Kleine Trompete in C – Trompete in C – Posaune – Kontrabassposaune
- Quintett für Bläser (Holzbläserquintett; 2003). Dauer: ~?’. UA 13. September 2003 Luzern (Ensemble Wien-Berlin: Wolfgang Schulz [Flöte], Hansjörg Schellenberger [Oboe], Norbert Täubl [Klarinette], Milan Turković [Fagott], Stefan Dohr [Horn])

1. Adagio – Moderato – 2. Fetzen – 3. Valse Lente – 4. Cantabile

#### Für Schlagzeug (3–6 Spieler)
- Tutuguri VI (Kreuze) (1981) für 6 Schlagzeuger. Dauer: ~35’. UA 20. September 1981 Köln (Kolberg Percussion Ensemble; Dirigent: Manfred Reichert)
- Stück (1988/89) für 3 Schlagzeuger (Bongos, Becken, Holzblock). Dauer: ~4’. UA 21. April 1989 Witten

#### Für Tasteninstrumente

##### Klavier
zweihändig
- Drei Klavierstücke in H (1966)
- Drei Klavierstücke (1966/67)
- Vier Elegien (1967)
- Sechs Préludes (1967)
- trois bagatelles pour piano (1967)
- Fünf Monologe (1968)
- Klavierstücke 68/69 (1968/69)
- Fünf Klavierstücke (1969)
- Klavierstücke

- Nr. 1 (1970; op. 8a). Dauer: ~13’
- Nr. 2 (1971; op. 8b). Dauer: ~15’. UA 10. Dezember 1971 Karlsruhe (Gunther Hauer)
- Nr. 3 (1971/99; op. 8c) – siehe unter: Klavier vierhändig
- Nr. 4 (1974). Dauer: ~13’
- Nr. 5 (Tombeau; 1975). Dauer: ~13’. UA 28. Mai 1976 Stuttgart (Herbert Henck)
- Nr. 6 (Bagatellen; 1977/78). Dauer: ~15’. UA 12. Oktober 1978 Graz (Käte Wittlich)
- Nr. 7 (1980). Dauer: ~10’. UA 4. August 1980 Darmstadt (Bernhard Wambach)

- Ländler (1979). Dauer: ~9’

- Fassung für 13 Streicher (1979): siehe unter Instrumentalmusik für Orchester / Ensemble

- Marsch (1979). Dauer: ~2’
- Brahmsliebewalzer (1985). Dauer: ~5’. UA 19. Oktober 1986 Karlsruhe (Michael Baumann)
- Nachstudie (1992–94). Dauer: ~25’. UA 26. Juli 1994 Darmstadt (Siegfried Mauser)
- Zwiesprache I–V (1999; in memoriam Alfred Schlee, Paul Sacher, Heinrich Klotz, Hans Heinrich Eggebrecht, Hermann Wiesler). Dauer: ~16’. UA 2. März 2000 New York (Ursula Oppens)
- Auf einem anderen Blatt (2000; zum 75. Geburtstag von Pierre Boulez). Dauer: ~3’. UA 25. März 2000 London (Royal Festival Hall; Rolf Hind)
- Zwei kleine Schwingungen (2004/05). Dauer: ~2’
- Wortlos (2007). Zwei Stücke für Gesang ad lib. und Klavier. Dauer: ~5’
- 2 Linien (1999-). Dauer: ~25’. UA 2012 version 28.10.2012, Bad Reichenhall, Nicolas Hodges (auch Madrid, Berlin usw.)
- Rembrandts Ochse, plötzlich im Louvre (2014). Ein Klavierstück. Dauer: ~3’. UA 18. Juni 2014 Paris (Cité de la musique)

vierhändig
- Klavierstück Nr. 3 (1971; op. 8c). Dauer: ~10’. UA 17. Juli 1972 Karlsruhe (Gunther Hauer, Stefan Ammer)

- Neufassung (1999)

- Mehrere kurze Walzer (1979–88). Dauer: ~12’

2 Klaviere
- Sätze (1970; op. 6)
- Maske (1985). Dauer: ~11’. UA 8. März 1986, Badenweiler (Anthony & Joseph Paratore)
- Über-Schrift (1992–2003). Dauer: ~30’. UA 16. Januar 2005 Wien (Andreas Grau, Götz Schumacher)

##### Orgel
- Drei Fantasien (1967). Dauer: ~17’
- Contemplatio (1967). Dauer: ~4’
- Fantasie (1968). Dauer: ~12’
- Variationen (1969)
- Pietà (1969)
- Drei Orgelstücke (1969)
- Parusie (1970; op. 5)
- Sinfoniae I – Messe (1971). Dauer: ~15’. UA 15. Juni 1972 Nürnberg (Sebalduskirche; Peter Schwarz)
- Clamatio (1971/72) für Orgel und Beiklänge
- Bann, Nachtschwärmerei (1980). Dauer: ~15’. UA 31. Mai 1980 Ludwigsburg (Gerhard Hess)

### Vokalkompositionen

#### A cappella
- Vier Motetten (1968) für gemischten Chor a cappella. Texte: aus dem Alten Testament
- Crucifixus (1968) für 4-stimmigen gemischten Chor a cappella. Text: aus der lateinischen Liturgie. Dauer: ~4’
- Mit geschlossenem Mund (1982) für 8 Stimmen (2S.2A.2T.2B; Vokalisen). Dauer: ~2’. UA 24. November 1982 Köln (Musikhochschule)
- Quo me rapis (1990) für 2 gemischte Chöre (SATB) oder 8 Solostimmen. Text: Horaz (zitiert in: Adam Lux, Über Charlotte Corday – Paris, 19. Juli 1793). Dauer: ~11’. UA Stuttgart (Vokalensemble Frankfurt, Dirigent: Ralf Otto)
- Sieben Passions-Texte (2001–06) für 6 Stimmen. Texte: aus den Responsorien der Karwochen-Liturgie. Dauer: ~33’. UA (Nr. 1&2]) 13. April 2001 Rom (Basilica dei Santi XII Apostoli; Singer Pur: Hedwig Westhoff-Düppmann [Sopran], Klaus Wenk, Markus Zapp, Andreas Hirtreiter [Tenöre], Thomas E. Bauer [Bariton], Marcus Schmidl [Bass]; (Nr. 3): 18. März 2003 Berlin (Sophienkirche; Singer Pur: Claudia Reinhard [Sopran], Klaus Wenk [Tenor], Markus Zapp [Tenor], Andreas Hirtreiter [Tenor], Guido Heidloff [Bariton], Marcus Schmidl [Bass])

1. Tristis est anima mea – 2. Ecce vidimus eum – 3. Velum templi scissum est – 4. Tenebrae factae sunt – 5. Caligaverunt oculi mei – 6. Recessit pastor noster – 7. Aestimatus sum
- Erweiterung: Vigilia (2001–06) – siehe unter: Vokalkompositionen mit Instrument(en)

#### Mit Instrument(en)
- Drei Lieder auf Texte von Günter Eich (1967)
- Zwei Lieder auf Texte von Oskar Loerke (1968) für Sopran und 5 tiefe Streicher (0.0.2.2.1). Dauer: ~7’

1. Dunkler Engel – 2. Einsamer
- Sechs Lieder auf Texte von August Stramm (1968) für Stimme und Orchester
- Psalm 64 (1968) für Sopran, gemischten Chor und Ensemble

Ensemble: 4 Fagotte – Streicher: 0.0.7.5.2
- Requiescat (1969) für Singstimme und 4 Instrumente. Text: Oscar Wilde
- Abendlang (1969) für Singstimme und Streichorchester. Texte: Georg Trakl
- Sicut cervus desiderat ad fontes aquarum (1970; op. 7) für Sopran und Ensemble. Text: Psalm 42 (lateinisch). Dauer: ~9’. UA 13. November 1994 Stuttgart (Mitglied der Neuen Vocalsolisten; Ensemble Varianti; Dirigent: Manfred Schreier)

Ensemble: Bassklarinette, Fagott, Posaune, Schlagzeug[1-2], Klavier, Orgel, Violoncello, Kontrabass
- Gesänge (1968–71; op. 1) für Stimme und Klavier. Texte: Friedrich Hölderlin, Stefan George, August Stramm, Rainer Maria Rilke, Oskar Loerke, Georg Trakl, Georg Heym, Franz Büchler (1904–1990). Dauer: ~20’. UA 19. September 1971 Karlsruhe (Erika Margraf [Gesang], Gunther Hauer [Klavier])

Untergang (Trakl) – Geistliche Dämmerung  (Trakl) – Hälfte des Lebens (Hölderlin) – Hochsommerbann (Loerke) – Abend (Stramm) – Patrouille (Stramm) – Kriegsgrab (Stramm) – Sturmangriff (Stramm) – Lied (George) – Frühling (Büchler) – Verzweifelt (Stramm) – Robespierre (Heym) – Vorfrühling (Rilke)
- Vier Gedichte aus „Atemwende“ (1973) für Singstimme und Klavier. Texte: Paul Celan. Dauer: ~12’. UA 19. Februar 1975 Freiburg (Juliane Lauden [Mezzosopran], Michael Baumann [Klavier])

1. In den Flüssen nördlich der Zukunft – 2. Die Zahlen, im Bund – 3. Stehen, im Schatten – 4. Fadensonnen
- Hervorgedunkelt (1974). 5 Gedichte für Mezzosopran und Ensemble. Texte: Paul Celan (aus Schneepart). Dauer: ~12’. UA 14. November 1974 Karlsruhe (Erika Margraf [Mezzosopran]; Mitglieder der Badischen Staatskapelle; Dirigent: Hans-Joachim Haarbeck)

Ensemble: Flöte, Schlagzeug[2], Vibraphon, Harfe, Orgel, Violoncello
- O Notte (1975) für Bariton und kleines Orchester. Text: Michelangelo Rime (Michelangelo)/102. O notte, o dolce tempo, benché nero. Dauer: ~7’. UA 29. November 1976 Karlsruhe (Klaus Kirchner [Bariton]; Badische Staatskapelle; Dirigent: Frithjof Haas)

Orchester: 1.0.1.Bklar.1 – 0.0.0.0 – Harfe – Streicher: 0.0.2.2.1
- Konzertarie (1975). Telepsychogramm für Mezzosopran und Orchester. Text: Telegramm von Ludwig II. an Richard Wagner. Dauer: ~12’

Orchester: 4.3.3.3 – 4.3.3.1 – Schlagzeug[4–5] – Pauken[1] – Harfe – Streicher: 16.14.12.10.8
- Alexanderlieder (1975/76) für Mezzosopran, Bariton und zwei Klaviere. Texte: Ernst Herbeck. Dauer: ~12’. UA 12. Juni 1976 Köln (Carla Henius [Mezzosopran], William Pearson [Bariton], Bernhard Kontarsky und Georg Kröll [Klavier])
- 3. Symphonie (1976/77) für Sopran, Bariton, gemischten Chor (SATB) und Orchester. Texte: Friedrich Nietzsche, Arthur Rimbaud. Dauer: ?. UA 15. November 1979 Berlin (Inga Nielsen [Sopran], Gerhard Faulstich [Bariton], verstärkter Kammerchor Ernst Senff, Berliner Philharmoniker, Dirigent: Michael Gielen)

Orchester: 4.4.6.6 – 6.4.4.2 – Schlagzeug[6–7] – Pauken[1] – 2 Harfen – Mandoline – Klavier – Celesta – Streicher: 16.14.12.10.8
- Hölderlin-Fragmente (1976/77) für Singstimme und Klavier. Dauer: ~10’. UA 29. März 1977 Paris (Carla Henius [Sopran], Bernhard Kontarsky [Klavier])

Fragment 57 – Fragment 92 – An meine Schwester (Fragment 19) – Fragment 14 – Fragment 27 – Empedokles auf dem Ätna (Fragment 17) – Fragment 38 – Gestalt und Geist (Fragment 22) – Lied des Schweden (Fragment 4)
- Fassung für Singstimme und Orchester (1977). UA 28. November 1982 Mainz (Wolfgang Müller-Lorenz [Bariton]; SWF-Sinfonieorchester; Dirigent: Jiří Bělohlávek)

Orchester: 2.2.2.2.TSax – 2.1.1.1 – Schlagzeug[1] – Harfe – Klavier – Streicher: 4.4.4.4.4
- Neue Alexanderlieder (1979). Fünf Gedichte von Ernst Herbeck für Bariton und Klavier. Dauer: ~12’. UA 29. Juni 1980 Hamburg (Richard Salter [Bariton]; Helmut Wambach [Klavier])

1. Die Frau in mir – 2. Der Herbst – 3. Ich mag euch alle nicht – 4. Zwei Segel! (nach Conrad Ferdinand Meyer) – 5. Der Flieder
- Lenz-Fragmente (1980) für Tenor und Klavier. Dauer: ~15’. UA Straßburg

1. den 28 December 1775 – 2. Ich will den nagenden Beschwerden ein Ende machen… – 3. Fühl alle Lust fühl alle Pein… – 4. An die Sonne – 5. Lied zum teutschen Tanz
- Neufassung: 5 Gedichte für Singstimme und Orchester (1980). Dauer: ~10’. UA 16. November 1982 Mainz (Anne Gjevang [Mezzosopran]; SWF-Sinfonieorchester; Dirigent: Jiří Bělohlávek)

Orchester: 3.3.1.2 – 0.1.2.1 – Schlagzeug[1] – Harfe – Streicher: 12.0.0.6.4
- Wölfli-Liederbuch (1980/81) für Bassbariton, Klavier und 2 Große Trommeln (ad libitum). Texte: Adolf Wölfli. Dauer: ~15’. UA 1. November 1981 Graz (im Rahmen einer Aufführung von Wölfli-Szenen; Wolfgang Müller-Lorenz [Bassbariton]; Wolfgang Bozic [Klavier]; Franz Nedorost und Johannes Ebner [Trommeln]; Libretto / Regie: ?)

1. Graab-Inschrift – 2. Wölfli arbeitet wie irr
- Neufassung: Wölfli-Lieder (1981/82) für Bassbariton und Orchester. Dauer: ~10’. UA 28. November 1982 Mainz (Wolfgang Müller-Lorenz [Bassbariton]; SWF-Sinfonieorchester; Dirigent: Jiří Bělohlávek)

Orchester: 2.2.2.2 – 4.2.3.1 – Schlagzeug[1] – Pauken[1] – Harfe – Klavier – Streicher: 12.10.8.6.4
- Umhergetrieben, aufgewirbelt (1981). Nietzsche-Fragmente für Mezzosopran, Bariton, gemischten Chor (SATB) und Flöten (1 Spieler). Dauer: ~24’. UA 13. September 1981 Frankfurt am Main (Monika Moldenhauer [Mezzosopran]; Gerhard Faulstich [Bariton]; Cornelie Thomas [Flöten]; Kammerchor Frankfurt; Dirigent: Hans M. Beuerle)
- Fünf Abgesangsszenen (1979–81) für Mezzosopran, Bariton und Orchester. Texte: Friedrich Nietzsche, Novalis und Peter Huchel. Dauer: ~82’. UA 18. September 1983 Berlin (Marjana Lipovšek [Mezzosopran]; Richard Salter [Bariton]; Rundfunk-Sinfonieorchester Berlin; Dirigent: Hans Zender)

Orchester: 3.3.3.3 – 4.3.2.1 – Schlagzeug[2] – Pauken[1] – Harfe – Klavier – Streicher: 14.12.10.8.6
- Erste Abgesangsszene (1979): siehe unter Instrumentalmusik für Orchester / Ensemble
- Zweite Abgesangsszene (1979) für mittlere Stimme und Orchester. Dauer: ~20’. Texte: Friedrich Nietzsche, Novalis. UA 5. Oktober 1980 Karlsruhe (Christina Ascher [Mezzosopran]; Badische Staatskapelle; Dirigent: Christof Prick)

Orchester: 3.3.3.3 – 4.3.2.1 – Schlagzeug[2] – Pauken[1] – Harfe – Klavier – Streicher: 14.12.10.8.6
- Dritte Abgesangsszene (1979/80) für Bariton und Orchester. Text: Peter Huchel (aus Die neunte Stunde [1979]). Dauer: ~20’. UA 18. Mai 1981 Freiburg (Morris Morgan [Bariton]; Badische Staatskapelle; Dirigent: Klaus Weise)

Orchester: 3.2.2.2 – 4.1.BTrp.1.1 – Schlagzeug[3] – Pauken[1] – Harfe – Klavier – Streicher: 12.10.8.6.4
- Vierte Abgesangsszene (1979/80) für Mezzosopran und Orchester. Text: Friedrich Nietzsche. Dauer: ~15’. UA 18. September 1983 Berlin (s. o.)

Orchester: 3.3.3.3 – 4.3.2.1 – Schlagzeug[2] – Pauken[1] – Harfe – Klavier – Streicher: 14.12.10.8.6
- Fünfte Abgesangsszene (2. Fassung; 1979) für Mezzosopran, Bariton und Orchester. Text: Friedrich Nietzsche. Dauer: ~18’. UA 18. September 1983 Berlin (s. o.)

Orchester: 3.3.3.3 – 4.3.2.1 – Schlagzeug[2] – Pauken[1] – Streicher: 14.12.10.8.6
1. Fassung (1979): siehe unter Instrumentalmusik für Orchester / Ensemble
- Umsungen (1984) für Bariton und 8 Instrumente. Text: Friedrich Nietzsche. Dauer: ~30’. UA 12. September 1984 Berlin (Dietrich Fischer-Dieskau [Bariton]; Philharmonisches Oktett: Dirigent: Arturo Tamayo)

Ensemble: Klarinette in A – Horn – Fagott – Streicher: 1.1.1.1.1
- Dies (1984). Oratorium für 4 Singstimmen, 2 Sprecher, Kinderchor, Sprechchor, gemischten Chor (SATB), Orgel und Orchester. Texte: aus dem Graduale und der Vulgata sowie von Leonardo da Vinci. Dauer: ~35’. UA 13. November 1986 Wien (Agnes Habereder [Sopran], Klára Takács [Alt], Robert Gambill [Tenor], Roland Hermann [Bariton], Alexander Goebel, Jost Meyer [Sprecher]; Wiener Sängerknaben; ORF-Chor; Radio-Symphonieorchester Wien; Dirigent: Lothar Zagrosek)

Orchester: 4.4.4.4 – 8.9[3 von fern].7[3 von fern].2 – Schlagzeug[8] – Pauken[2] – Streicher
- Andere Schatten (1985). Musikalische Szene für hohen Sopran, Mezzosopran, Bariton, Sprecher, gemischten Chor und Orchester. Text: nach Jean Pauls Rede des toten Christus vom Weltgebäude herab, dass kein Gott sei aus dem Roman Siebenkäs. Dauer: ~25’. UA 6. September 1985 Frankfurt am Main (Irmgard Ade [Sopran], Eva Csapó [Mezzosopran], Richard Salter [Bariton], ?? [Sprecher]; Freiburger Kantorei; Ensemble Modern; Dirigent: Ernest Bour)

Chor: 6S.6A.6T.6B
Orchester: 2.2.3.2 – 2.1.1.0 – Schlagzeug[3] – Harfe – Klavier – Streicher: 1.1.1.2.1
- Was aber – (1986) für 2 Frauenstimmen und Orchester. Texte: Pindar, deutsch von Friedrich Hölderlin. Dauer: ~9’. UA 18. Oktober 1986, Heidelberg (Éva Csapó [Sopran], Eleanor James [Mezzosopran]; Philharmonisches Orchester der Stadt Heidelberg; Dirigent: Mario Venzago)

Orchester: 2.0.2.0 – 2.2.2.0 – Schlagzeug[2] – Pauken[1] – Harfe – Celesta – Klavier – Orgel – Streicher: 10.0.8.6.4
- Raumauge (1986). Schlussmonolog des Prometheus, für gemischten Chor (SATB) und 5 Schlagzeugspieler. Text: aus Prometheus, gefesselt von Aischylos, deutsch von Peter Handke

- Neufassung (1993/94). Dauer: ~4’. UA 20. November 1994 Stuttgart (Ensemble Varianti; Dirigent: Rupert Huber)

- Lowry-Lieder (1982–87) für Singstimme und Orchester. Texte: Wolf Wondratschek (Die Einsamkeit der Männer. Mexikanische Sonette [Lowry-Lieder] [1983]). Dauer: ~25’. UA 10. Januar 1988 München (Gabriele Schnaut [Mezzosopran]; Bayerisches Staatsorchester; Dirigent: Wolfgang Sawallisch)

Orchester: 3.3.3.3 – 4.3.3.1 – Schlagzeug[2] – Pauken[1] – Harfe – Streicher
1. Die Nacht beginnt – 2. Im Hass – 3. Tänzer – 4. Im Auge des Adlers – 5. Gebet – 6. Wer lange einsam war – 7.Die Sonne
- Klangbeschreibung II – Innere Grenze (1986/87) für 4 Stimmen, 5 Blechbläser und 6 Schlagzeuger. Text: Friedrich Nietzsche (aus: Der Wanderer und sein Schatten. Ein Buch). Dauer: ~35’. UA 18. Oktober 1987 Donaueschingen (Ingrid Ade-Jesemann, Monika Bair-Ivenz, Christa Muckenheim [Sopran], Christine Whittlesey [Mezzosopran]; Gabrieli-Quintett: Reinhold Friedrich, Klaus Schuwer [Trompeten], Thomas Bernstein [Horn], Hartmut Friedrich [Posaune], Stefan Bender [Bassposaune]; Groupe de percussions de Den Haag; Dirigent: Willy Goudswaar)
- Nachtwach (1987/88) für 8 Solostimmen (2S.2A.2T.2B), gemischten Chor (SATB), 4 Posaunen und Woodblock (gespielt vom Dirigenten). Text: aus der Bibel. Dauer: ~8’. UA 27. April 1988 Karlsruhe (Studio Vocale Karlsruhe; Dirigent: Werner Pfaff)
- Départ (1988) für gemischten Chor (SATB), Sprechchor (20 Stimmen) und 22 Spieler. Text: Arthur Rimbaud, aus Les Illuminations. Dauer: ~7’. UA 26. Oktober 1988 Wien (Wiener Jeunesse-Chor; Wiener Philharmoniker; Dirigent: Claudio Abbado)

Orchester: 1.0.2.0 – 0.2.2.0 – Schlagzeug[6] – 2 Harfen – 2 Klaviere – Orgel – Streicher: 0.0.0.2.2
- Mein Tod. Requiem in memoriam Jane S. (1988/89) für Sopran und Orchester. Text: Wolf Wondratschek. Dauer: ~35’. UA 16. August 1990 Salzburg (Ingrid Haubold [Sopran]; Radio-Symphonieorchester Wien; Dirigent: Michael Gielen). – (Jane Seitz [Jane Sperr, Juliane Sperr], Filmeditorin, †4. Januar 1988[1])

Orchester: 3.3.3.3 – 4.3.3.1 – Schlagzeug[3] – Pauken[1] – Harfe – Streicher: 16.14.12.10.8
- Geheimer Block (1989) für 4 Solostimmen (SATB; Vokalisen), gemischten Chor (20 Stimmen; Vokalisen), Orgel und Orchester. Dauer: ~20’. UA 27. August 1989 Frankfurt am Main (Rosemary Hardy, Mechthild Georg, Neil Jenkins, Johannes Mannov; Konzertchor Darmstadt; Staatsphilharmonie Rheinland-Pfalz; Dirigent: Leif Segerstam)

Orchester: 4.0.4.0 – 6.4.4.0 – Schlagzeug[7] – 2 Harfen – Orgel – Streicher: 1.1.6.6.6
- Frau / Stimme (1989) für Sopran und Orchester mit Sopran. Text: nach Heiner Müller (Der Auftrag. Erinnerung an eine Revolution [1979]). Dauer: ~20’. UA 22. Oktober 1989 Donaueschingen (Isolde Siebert, Carmen Fugiss [Soprane], SWF-Sinfonieorchester Baden-Baden; Dirigent: Michael Gielen)

Orchester: 4.0.4.0 – 4.4.4.4 – Schlagzeug[7] – 2 Harfen – 2 Klaviere – Streicher: 1.1.0.6.2
- Das Rot (1990). Sechs Gedichte von Karoline von Günderrode, für Sopran oder Tenor und Klavier. Dauer: ~17’. UA 22. November 1991 Wien (Christoph Prégardien [Tenor], Siegfried Mauser [Klavier])

1. Hochrot – 2. Ist alles stumm und leer – 3. Des Knaben Morgengruß – 4. Des Knaben Abendgruß – 5. An Creuzer – 6. Liebst du das Dunkel
- Bildlos / Weglos (1990/91) für Orchester mit 7 Frauenstimmen (Soprane [Vokalisen?]; erhöht postiert). Dauer: ~15’. UA 27. Oktober 1991 Wien (Ensemble Anton Webern; Dirigent: Claudio Abbado)

Orchester: 2.0.2.0 – 2.4.4.1 – Schlagzeug[6] – Pauken[1] – Harfe – Klavier – Streicher: 1.1.1.7.7
- Vier Gedichte von Peter Härtling (1993) für mittlere Stimme und Klavier. Texte aus Die Gedichte 1953–87 (1989). Dauer: ~10’. UA 27. November 1993 Stuttgart (Mitsuko Shirai [Mezzosopran], Hartmut Höll [Klavier])

1. Depressionen I – 2. Depressionen II – 3. Depressionen III – 4. Abendlicher Entwurf
- Abschiedsstücke (1993) für Frauenstimme und kleines Orchester (15 Spieler). Texte: Wolf Wondratschek. Dauer: ~30’. UA 14. November 1993 Badenweiler (Rosemary Hardy [Sopran]; Ensemble Modern; Dirigent: George Benjamin)

Orchester: 1.1.1.1 – 1.1.1.0 – Schlagzeug[2] – Harfe – Klavier – Akkordeon – Streicher: 0.0.1.1.1
- O meine Seele war ein Wald (1994) für Mezzosopran, Alt, Harfe, Viola, Violoncello und Kontrabass. Text: Else Lasker-Schüler, Nun schlummert meine Seele (1910). Dauer: ~4’. UA 28. Mai 1994 Berlin (Stella Doufexis [Mezzosopran], Maria Kowollik [Alt]; Nina Schlemm [Harfe], Brett Dean [Viola], Richard Duven [Violoncello], Peter Riegelbauer [Kontrabass])
- Communio (Lux aeterna) (1995; aus dem Requiem der Versöhnung) für Alt, Kinderstimme, gemischten Chor (jeweils Vokalisen) und Orchester. Dauer: ~6’. UA 15.[18.?] August 1995 Stuttgart (Liederhalle; Gächinger Kantorei; Israel Philharmonic Orchestra; Dirigent: Helmuth Rilling)

Orchester: 0.0.0.0 – 0.3.3.1 – Schlagzeug[4 {von fern}] – Pauken[1] – Harfe – Streicher: 1.1.0.0.7
- Maximum est unum (1996) für Alt, 4 Soprane, 2 gemischte Chöre (SATB) und Orchester mit Orgel. Texte: Meister Eckhart, Nikolaus von Kues. Dauer: ~35’. UA 17. November 1996 Freiburg im Breisgau (Silke Marchfeld [Alt]; Freiburger Bachchor; Freiburger Bachorchester; Kay Johannsen [Orgel]; Dirigent: Hans Michael Beuerle)

Orchester: 4.1.1.1 – 1.3.4.0 – Schlagzeug[1] – Pauken[1] – Harfe – Orgel – Streicher: 0.0.4.4.2
- Ernster Gesang mit Lied (1996/97) für mittlere Stimme (Bariton) und Orchester. Text: nach Georg Büchner zugeschriebenen Worten. Dauer: ~18’. UA 29. März 1998 Hamburg (Musikhalle; Johannes M. Kösters [Bariton]; Hamburger Symphoniker; Dirigent: Jac van Steen)

Orchester: 0.1.4.3 – 4.0.3.1 – Pauken[1] – Harfe – Streicher: 0.0.1.1.1
Einzelfassungen:
- Ernster Gesang (1996): siehe unter Instrumentalmusik für Orchester / Ensemble
- Lied (1997) für mittlere Stimme und Orchester. Dauer: ~5’. Text: nach Georg Büchner zugeschriebenen Worten

Besetzung: 0.1.4.3 – 4.0.3.1 – Pauken[1] – Harfe – Streicher: 0.0.7.6.5
- Drei Gedichte von Monique Thoné (1997) für mittlere Stimme und Klavier. Dauer: ~3’. UA 4. April 1998 Borgerhout (De Feniks Zaal; Judith Vindevogel [Sopran], Alain Franco [Klavier])

1. Vielleicht kommt mich morgen wohl jemand hohlen – 2. Es ist unerträglich – 3. Ich bleibe allein
- Apokryph (1997). Gesang für Bariton und Klavier. Dauer: ~3’. Text: nach Georg Büchner zugeschriebenen Worten. UA 20. September 1997 Berlin (Philharmonie; Johannes M. Kösters [Bariton], David R. Coleman [Klavier])
- Nebendraußen (1998) für Singstimme (Bariton) und Klavier. Texte: Hermann Lenz, aus Rosen und Spatzen (1991). Dauer: ~18’. UA 1. Dezember 1998 Köln (Philharmonie; Christoph Prégardien [Tenor], Siegfried Mauser [Klavier])

1. Die Handbewegung – 2. Spätjahr – 3. November – 4. Nebendraußen – 5. Dein Handwerk I – 6. Notiz – 7. Dein Handwerk II – 8. Versteinerung – 9. Mitgefühl – 10. Liebe Zeit
- Deutsches Stück mit Hamlet (1997/98) für Mezzosopran, Bariton und Orchester. Texte: Erich Mühsam, Johann Wolfgang von Goethe, Georg Herwegh, Ferdinand Freiligrath, Heiner Müller, Heinrich Heine, Gottfried Benn, Friedrich Hölderlin. Dauer: ~30’. UA 18. Mai 1998 Frankfurt am Main (Renée Morloc [Mezzosopran], Dietrich Henschel [Bariton]; Deutsches Symphonie-Orchester Berlin, Dirigent: Gerd Albrecht)

Orchester: 3.2.2.3 – 4.3.3.1 – Schlagzeug[2] – Pauken[1] – Harfe – Klavier – Streicher
- Trigon (1993–99) für Frauenstimme und Orchester. Text: aus Homers Odyssee (im griechischen Original). Dauer: ~30’. UA 18. November 1999 Paris (Salome Kammer [Stimme]; Ensemble Modern; Dirigentin: Dominique My)

Orchester: 2.0.2.0 – 2.3.3.2 – Schlagzeug[5] – Harfe – Streicher: 0.0.0.0.1
Elemente:
- Sphinxirène (19??)
- Form / Zwei Formen (1993/94): siehe unter Instrumentalmusik für Orchester / Ensemble
- Responsorium (1997) für Frauenstimme und Ensemble. Text: aus Homers Odyssee (im griechischen Original). Dauer: ~7’. UA 25. April 1997 Witten (Salome Kammer [Stimme]; Asko Ensemble; Dirigent: Stefan Asbury)

Ensemble: 0.0.0.0 – 2.3.2.1 – Schlagzeug[5] – Harfe – Streicher: 0.0.0.0.1
- In doppelter Tiefe (1999) für 2 Frauenstimmen und Orchester. Text: Marinus van der Lubbe . Dauer: ~28’. UA 29. September 1999 Berlin (Stella Doufexis [Mezzosopran], Anna Larsson [Alt]; Berliner Philharmoniker; Dirigent: Claudio Abbado)

Orchester: 3.3.3.3 – 4.2.3.1 – Schlagzeug[3] – Pauken[1] – 1–2 Harfen – Celesta – Streicher
- Ende der Handschrift. Elf späte Gedichte von Heiner Müller (1999) für Gesang und Klavier. Dauer: 25’. UA 17. März 2000 Badenweiler (Hotel Römerbad; Christoph Prégardien [Tenor], Siegfried Mauser [Klavier])

1. Glückloser Engel 2  – 2. Nature morte – 3. Blaupause – 4. Leere Zeit  – 5. Traumwald  – 6. Im ächten Manne… – 7. Mit der Wiederkehr der Farbe… – 8. …Und gehe weiter in die Landschaft… – 9. Wie einen Schatten hat Gott… – 10. Drama – 11. Geh Ariel bring den Sturm…
- Drei späte Gedichte von Heiner Müller (1998/99) für Altstimme und Orchester. Dauer: 12’. UA 12. März 1999 Berlin (Iris Vermillion [Alt]; Berliner Philharmoniker; Dirigent: Péter Eötvös)

Orchester: 3.1.3.3 – 4.2.3.1 – Schlagzeug[2] – Pauken[1] – Harfe – Klavier – Streicher: 14.12.10.8.6
1. Leere Zeit  – 2. Schwarzfilm  – 3. Nachdenken über Michelangelo 
- Stille Stücke (2000/03)

- Stilles Stück (2000) für Bariton und 8 Streicher (2.2.2.2.0). Text: Hermann Lenz, Meeresluft. Dauer: 8’. UA 18. Oktober 2000 Hannover (Yaron Windmüller [Bariton]; Vogler Quartett, Arditti Quartett)
- Stilles Stück 2 (2003) für lyrischen Bariton (oder Tenor), Horn und Streicher (2.2.2.2.0). Text: Paul Fleming, An sich. Dauer: 8’. UA 22. Mai 2003 München (Thomas E. Bauer [Bariton]; Münchener Kammerorchester; Dirigent: Christoph Poppen)

- Rilke: 4 Gedichte (2000) für Tenor und Klavier. Texte: Rainer Maria Rilke, Gedichtskreis: Aus dem Nachlaß des Grafen C. W. (1921), 2. Reihe, Nr. 3, 6, 10, 11. Dauer: ~25’. UA 2. Februar 2002 Stuttgart (Christoph Prégardien [Tenor], Siegfried Mauser [Klavier])

- Fassung für Singstimme (Tenor oder Sopran) und Orchester (2000–04). Dauer: ~25’. UA 10. Dezember 2004 Basel (Christoph Prégardien [Tenor]; Basel Sinfonietta; Dirigent: Emilio Pomàrico)

Orchester: 2.2.2.2 – 4.0.2.1 – Pauken[1] – Harfe – Streicher: 12.10.8.6.4
- Frage (1999–2000) für Frauenstimme und Ensemble (8 Spieler). Text: ?. Dauer: ~40’. UA 28. Oktober 2000 Köln (Salome Kammer [Stimme]; Ensemble Recherche)

Ensemble: 0.0.EH.1.0 – 0.0.0.0 – Schlagzeug[1] – Harfe – Klavier – Streicher: 0.0.1.1.1
- In Frage (1999–2000) für Ensemble (8 Spieler): siehe unter Instrumentalmusik für Orchester / Ensemble

- Deus passus (1999/2000). Passions-Stücke nach Lukas, für 5 Soli (S.Mezz.A.T.Bar), gemischten Chor (SATB) und Orchester. Dauer: ~100’. Texte: Lukas 22,19–24,3, Jeremia 53,4–5 (jeweils deutsch von Martin Luther); Verse aus dem Graduale; Paul Celan, Tenebrae (aus Sprachgitter [1957]). UA 29. August 2000 Stuttgart (Juliane Banse [Sopran], Iris Vermillion [Mezzosopran], Cornelia Kallisch [Alt], Christoph Prégardien [Tenor], Andreas Schmidt [Bass]; Bach Collegium Stuttgart; Gächinger Kantorei; Dirigent: Helmuth Rilling)

Orchester: 2.4.0.2 – 0.0.4.0 – Schlagzeug[2] – Harfe – Orgel – Streicher: 6.6.6.4.2
- …fleuve V (omnia tempus habent) (1997–2000) für Mezzosopran, Bariton und Orchester. Text: ?. Dauer: ~100’. UA 26. Oktober 2000 Berlin (Roman Trekel [Bariton], Jia Lin Zhang [Mezzosopran]; Deutsches Symphonie-Orchester; Dirigent: Kent Nagano)

Orchester: 4.4.6.4 – 4.6.4.2 – Schlagzeug[7] – Pauken[1] – Harfe – Streicher
- Sechs Gedichte von Friedrich Nietzsche (2001) für Bariton und Klavier. Dauer: ~25’. UA 23. Oktober 2002 Köln (Thomas Hampson [Bariton], Wolfram Rieger [Klavier])

1. Der Einsamste – 2. Der Herbst – 3. Der Wandrer (I) – 4. Der Wandrer (II) – 5. Der Wanderer und sein Schatten – 6. Venedig
- Lavant-Gesänge (2000–01). Fünf Gedichte von Christine Lavant (aus Die Bettlerschale [1956]) für Altstimme und Klavier. Dauer: ~20’. UA 27. März 2003 Frankfurt am Main (Marjana Lipovšek [Mezzosopran], Anthony Spiri [Klavier])
- Astralis – Über die Linie III (2001) für kleinen Chor, Violoncello und 2 Pauken. Text: Novalis. Dauer: ~25’. UA 23. Januar 2002 Berlin (Philharmonie, Kammermusiksaal; Rundfunkchor Berlin; David Geringas [Violoncello]; qUAdRUM Schlagzeugquartett; Dirigent: David Jones)
- Aria / Ariadne (2001). „Szenarie“ für Sopran und Kammerorchester. Text: nach Friedrich Nietzsche, Klage der Ariadne  aus den Dionysos-Dithyramben. Dauer: ~30’. UA 22. Januar 2002 Köln (Juliane Banse [Sopran]; Münchener Kammerorchester; Dirigent: Christoph Poppen)

Orchester: 0.1.0.0 – 2.0.0.0 – Harfe – Streicher: 3.3.2.2.1
- Brentano-Phantasie (2002). Sieben Gedichte für hohe Stimme (Sopran oder Tenor) und Klavier. Texte: Clemens Brentano. Dauer: ~30’. UA 16. Januar 2004 Frankfurt am Main (Alte Oper; Christine Schäfer [Sopran], Julien Salemkour [Klavier])
- Insula felix (2003) für 2 Soli, Chor und kleines Orchester. Text: nach Walahfrid Strabo . Dauer: ~30’. UA 17. Mai 2003 Stuttgart (Christine Schäfer [Sopran], James Taylor [Tenor]; Bach Collegium Stuttgart; Gächinger Kantorei; Dirigent: Helmuth Rilling)

Orchester: 2.2.0.1 – 1.0.0.0 – Schlagzeug[1] – Streicher: 6.6.4.4.2
- Europa nach dem letzten Regen (2003). Elf Gedichte von Durs Grünbein (aus Nach den Satiren) für Sopran, Alt, Tenor und Orchester. Dauer: ~48’. UA 4. September 2003 Dresden (Semperoper; Christiane Oelze [Sopran], Mariana Lipovsek [Alt], Christoph Prégardien [Tenor]; Sächsische Staatskapelle Dresden, Dirigent: Kent Nagano)

Orchester: 3.2.3.3 – 4.2.3.1 – Schlagzeug[3] – Pauken[1] – Harfe – Klavier – Streicher
- Solo e pensoso (2004) für Bariton (oder Tenor), Viola und Harfe. Texte: 2 Sonette von Francesco Petrarca, deutsch von Rainer Maria Rilke und Rudolf Borchardt. Dauer: ~9’. UA 28. April 2004 München (Bayerische Akademie der Schönen Künste; Thomas E. Bauer [Bariton], Klaus-Peter Werani [Viola], Marlis Neumann [Harfe])
- Memoria (1994–2004). Drei Requiem-Bruchstücke für Kinderstimme, Altstimme, 3-stimmigen gemischten Chor und Orchester. Texte: Nelly Sachs (Wer ruft? / Szene aus dem Spiel Nachtwache [Die Augen zu]). Dauer: ~15’. UA 9. Mai 2005 Berlin (Philharmonie; Cornelia Kallisch [Alt]; Rundfunkchor Berlin; Junge Deutsche Philharmonie; Dirigent: Lothar Zagrosek)

Orchester: 2.1.1.1 – 2.3.3.1 – Schlagzeug[4] – Pauken[1] – Harfe – Streicher: 1.1.3.2.7
- Eins und doppelt (2004). Fünf Lieder aus dem Zwielicht, für Bariton und Klavier. Texte: Johann Wolfgang von Goethe, Achim von Arnim, Theodor Fontane. Dauer: ~15’. UA 10. August 2004 Ludwigshafen (Peter Schöne [Bariton], Olga Monakh [Klavier])

Abendempfindung  (Arnim) – Gingo biloba (Goethe) – Dämmrung senkte sich von oben  (Goethe) – Ausgang Ausgang (Fontane) (Fontane) – Worte sind der Seele Bild  (Goethe)
- Drei Hölderlin-Gedichte (2004) für Sopran (oder Tenor) und Klavier. Dauer: ~8’. UA 11. August 2004 Bad Reichenhall (Mojca Erdmann [Sopran], Axel Bauni [Klavier])
- Bildnis: Anakreon (2004) für Tenor, Klavier, Harfe, Klarinette in A und Violoncello. Texte: Eduard Mörike, Gedichte und Fragmente aus Anakreon und den Anakreonitischen Liedern (1864). Dauer: ?. UA 16. Mai 2004 Stuttgart (Liederhalle; Markus Schäfer [Tenor], Hartmut Höll [Klavier], Maria Stange [Harfe], Sebastian Kürzl [Klarinette], Peter Tilling [Violoncello])
- 2 Sprüche (2005) für Bariton und Klavier. Texte: Friedrich Schiller. Dauer: ~10’. UA 8. August 2005 Bad Reichenhall (Peter Schöne [Bariton], Axel Bauni [Klavier])
- Penthesilea Monolog (2005) für dramatischen Sopran und Orchester. Text: Schlussmonolog aus Penthesilea von Heinrich von Kleist. Dauer: ~20’. UA (konzertant) 20. August 2005 Weimar (Gabriele Schnaut [Sopran]; MDR-Sinfonieorchester; Dirigent: Dennis Russell Davies)

Orchester: 3.3.3.3 – 4.3.3.1 – Schlagzeug[3] – Pauken[1] – Harfe – Klavier – Streicher
- Eine Stimme 1–3 (2004/05) für Mezzosopran (Vokalisen) und Ensemble. Dauer: ~15’. UA 30. September 2005 Straßburg (Françoise Kubler [Mezzosopran]; Les Percussions de Strasbourg; Dirigent: Luca Pfaff)

Ensemble: 1.0.0.0 – 0.0.0.0 – Schlagzeug[6] – Klavier – Streicher: 0.0.1.1.1
- Zu singen (2006) für Sopran und Klarinette. Text: Friedrich Hölderlin (aus Mnemosyne, 1. Fassung). Dauer: ~8’. UA 4. März 2007 Tübingen (Hölderlinturm; Mojca Erdmann [Sopran], Jörg Widmann [Klarinette])
- Vigilia (2001–06) für 6 Stimmen und Ensemble. Texte: aus der Responsorien der Karwochen-Liturgie. Dauer: ~65’. UA 7. September 2006 Berlin (Philharmonie; Singer Pur: Claudia Reinhard [Sopran], Klaus Wenk, Markus Zapp, Manuel Warwitz [Tenöre], Reiner Schneider-Waterberg [Bariton], Marcus Schmidl [Bass]; musikFabrik; Dirigent: Stefan Asbury)

Ensemble: 0.0.1.0 – 1.0.2.1 – Schlagzeug[1] – Orgel – Streicher: 0.0.1.1.1
Sonata 1 – 1. Tristis est anima mea – Sonata 2 – 2. Ecce vidimus eum – Sonata 3 – 3. Velum templi scissum est – Sonata 4 – 4. Tenebrae factae sunt – Sonata 5 – 5. Caligaverunt oculi mei – Sonata 6 – 6. Recessit pastor noster – Sonata 7 – 7. Aestimatus sum – Miserere (Fragmente aus Psalm 51)
- Heine zu „Seraphine“ (2006). Sieben Gedichte von Heinrich Heine, für Singstimme und Klavier. Dauer: ~17’. UA 23. August 2006 Bad Reichenhall (Mareike Morr [Mezzosopran], Jan Philip Schulze [Klavier])
- Fremdes Licht (2006) für Sopran, Violine, Klarinette und kleines Orchester. Text: nach Clemens Brentano, Phantasie. Dauer: ~30’. UA 27. Januar 2006 Augsburg (Mojca Erdmann [Sopran]; Carolin Widmann [Violine], Jörg Widmann [Klarinette]; Symphonieorchester des Bayerischen Rundfunks; Dirigent: Péter Eötvös)

Orchester: 2.2.0.2 – 2.0.0.0 – Streicher
- Das Namenlose (2006) für Sopran, Klarinette und Klavier. Text: Robert Musil. Dauer: ~12’. UA 9. April 2006 Heidelberg (Mojca Erdmann [Sopran], Jörg Widmann [Klarinette], Axel Bauni [Klavier])
- Akt und Tag (2006). Zwei Studien für Sopran und Streichquartett. Texte: William Blake, Poems. Dauer: ~24’. UA 21. Oktober 2006 Donaueschingen (Christuskirche; Claron McFadden [Mezzosopran], Arditti Quartett)

Einzelstück:
- Akt (2006). Studie für Sopran (Vokalisen) und Streichquartett. Dauer: ~18’. UA 21. Mai 2006 Amsterdam (Muziekgebouw; Claron McFadden [Mezzosopran]; Arditti Quartett)

- Quid est Deus (2007). Cantata Hermetica für gemischten Chor (SATB) und Orchester (zum 550-jährigen Bestehen der Albert-Ludwigs-Universität Freiburg). Text: aus dem Corpus Hermeticum(?). Dauer: ~33’. UA 4. November 2007 Freiburg im Breisgau (Konzerthaus; SWR Vokalensemble Stuttgart; SWR Sinfonieorchester Baden-Baden und Freiburg; Dirigent: Sylvain Cambreling)

Orchester: 4.4.0.4 – 0.3.3.0 – Schlagzeug[2] – Harfe – Klavier – Streicher: 0.0.8.6.4
- Goethe-Lieder (2004–07)

- Fassung für Bariton und Klavier. Dauer: ~30’. UA 15. August 2007 Bad Reichenhall (Kurhaus; Peter Schöne [Bariton], Axel Bauni [Klavier])
- Fassung für Tenor und Klavier. Dauer: ~30’. UA 3. Juni 2007 Essen (Christoph Prégardien [Tenor], Siegfried Mauser [Klavier])

- Diptychon (2006/07) für hohen Sopran und Orchester. Text: Friedrich Hölderlin. Dauer: ~18’. UA 8. Juni 2007 Köln (Philharmonie; Mojca Erdmann [Sopran]; WDR Sinfonieorchester; Dirigent: Stefan Asbury)

Orchester: 2.2.2.2 – 0.2.3.1 – Schlagzeug[2] – Harfe – Klavier – Streicher
- An Bálint (2007) für Sprechstimme und Klaviertrio. Text: Wolfgang Rihm. UA 29. November 2007 Wien (Musikverein, Steinerner Saal; Heinz Stolba [Sprecher], Wiener Klaviertrio: Wolfgang Redik [Violine], Matthias Gredler [Violoncello], Stefan Mendl [Klavier]; im Rahmen eines Konzerts für den ungarischen Musikpublizisten Bálint András Varga (* 1941), mit weiteren Uraufführungen von Jay Schwartz [Music for Violin, Violoncello and Piano], Georg Friedrich Haas [ins Licht], Arvo Pärt [Scala cromatica], Vykintas Baltakas [Varga-Lied], Friedrich Cerha [Parabola I], David Sawer [Satz], Harrison Birtwistle [Double Hocket], Mauricio Sotelo [Venta Varga], György Kurtág [Varga Bálint Ligaturája], Johannes Maria Staud [Für Bálint András Varga], Cristóbal Halffter)
- Skoteinós (2008). Heraklit-Fragmente (deutsch von Bruno Snell) für 3 Männerstimmen, Schlagzeug und 3 Posaunen. Dauer ~9’. UA 16. Februar 2008 Stuttgart (Theaterhaus, Saal T1; Neue Vocalsolisten Stuttgart; Mitglieder von Ensemble Resonanz und Composers Slide Quartet; Dirigent: Titus Engel)
- KOLONOS (2008), 2 fragments by Hölderlin after Sophokles | for altus (countertenor) and small orchestra. Orchester: 2 1 2 1 - 2 0 0 0 - timp, str; July 2008 Bad Wildbad (Festival Rossini in Wildbad); Virtuosi Brunensis; Matthias Rexroth (Countertenor); Antonino Fogliani (Dirigent)
- Vier späte Gedichte von Friedrich Rückert (2008) für mittlere Stimme (Mezzosopran oder Bariton) und Klavier. Dauer: ~12’. UA 28. Juni 2008 Bad Kissingen
- Der Maler träumt (2008/09). Ein Traum-Gesicht von Max Beckmann, für Bariton und Ensemble. UA 29. Oktober 2011 Amsterdam (Christian Miedl [Bariton]; Asko/Schönberg Ensemble; Dirigent: Reinbert de Leeuw)

Ensemble: 1.1.EH.1[+BKlar].1.KFg – 1.1.1.1 – Schlagzeug[2] – Harfe – Klavier – Streicher: 1.1.3.3.2
- ET LUX (2009) für Vokalquartett und Streichquartett. Dauer: ~60’. UA 15. November 2009 Köln (Philharmonie; Arditti String Quartet; The Hilliard Ensemble)

### Bühnenwerke
- Faust und Yorick (1976). Kammeroper. Libretto: Frithjof Haas (nach dem gleichnamigen Stück von Jean Tardieu, deutsch von Manfred Fusten). Dauer: ~50’. UA 29. April 1977 Mannheim (Ensemble des Badischen Staatstheaters Karlsruhe: Klaus Kirchner [Der Gelehrte], Aili Purtonen, Christa Lehert; Badische Staatskapelle; Dirigent: Frithjof Haas; Regie: Hans-Peter Knell)

Personen: Der Gelehrte (Bariton) – Die Mutter (Alt) – Die Frau (Mezzosopran) – Die Tochter (Mezzosopran) – Der Reporter (Tenor) – 4 Studenten (SATB)
Orchester: 1.1.1.1 – 0.2.1.0 – Schlagzeug[1] – Harfe – Celesta – Cembalo – Klavier – elektronische Orgel – Streicher
- Jakob Lenz (1977/78). Kammeroper. Libretto: Michael Fröhling (frei nach der Erzählung Lenz von Georg Büchner). Dauer: ~75’. UA 8. März 1979 Hamburg (Opera stabile der Staatsoper; Richard Salter [Lenz], Peter Haage [Oberlin], Ude Krekow [Kaufmann]; Mitglieder des Philharmonischen Staatsorchesters Hamburg, Dirigent: Klauspeter Seibel; Regie: Siegfried Schoenbohm)

Personen: Lenz (Bariton) – Oberlin (Bass) – Kaufmann (Tenor) – 6 Stimmen (2S.2A.2B) – 2 (oder 4) Kinderstimmen
Orchester: 0.2.1.1 – 0.1.1.0 – Schlagzeug[1] – Cembalo – Streicher: 0.0.0.3.0
- Tutuguri. Poème dansé (1980–82). Ballett für Orchester, Chor (vom Tonband) und Sprecher. Libretto: nach Antonin Artaud. Dauer: ~100’. UA 12. November 1982 Berlin (Deutsche Oper; Dirigent: Arturo Tamayo)

Orchester: 3.3.3.4 – 4.3.3.1 – Schlagzeug[6; 4 Tamtams im Saal] – Pauken[1] – Harfe – Klavier – Streicher: 14.12.10.8.6
- Die Hamletmaschine (1983–86). Musiktheaterstück in 5 Teilen. Libretto: nach dem gleichnamigen Stück von Heiner Müller. Dauer: ~90’. UA 30. März 1987 Mannheim (Nationaltheater; Kurt Müller-Graf [Graf; Hamlet I], Rudolf Kowalski [Hamlet II], Johannes M. Kösters [Hamlet III], Gabriele Schnaut [Ophelia]; Chor und Orchester des Nationaltheaters; Dirigent: Peter Schneider; Regie: Friedrich Meyer-Oertel)

Personen: Hamlet I (alter Schauspieler) – Hamlet II (junger Schauspieler) – Hamlet III (Bariton) – Ophelia (hochdramatischer Sopran) – 3 Ophelia-Doubles: Marx, Lenin, Mao / 3 nackte Frauen / Stimmen aus dem Sarg (sehr hoher Sopran; Sopran; Mezzosopran) – 4 Lachende (2 Frauen, 2 Männer) – 3 Schreiende (Männer) – einige stumme Rollen
Chor: mindestens 12S.12A.12T.12B (auch Sprechchor)
Orchester: 2.2.2.2 – 4.3.3.1 – Schlagzeug[6] – Pauken[1] – Klavier – Streicher: 14.12.10.8.6 – 4 Radioapparate (mit 4 Spielern) – Tonband
- Oedipus (1986/87). Musiktheaterstück in 2 Teilen. Libretto: nach Sophokles (Oedipus der Tyrann, deutsch von Friedrich Hölderlin [1804]), Friedrich Nietzsche (Oedipus, Reden des letzten Philosophen mit sich selbst. Ein Fragment aus der Geschichte der Nachwelt [1872/73]) und Heiner Müller (Ödipuskommentar [1965]). Dauer: ~93’. UA 4. Oktober 1987 Berlin (Deutsche Oper; Andreas Schmidt [Oedipus], Emily Golden, William Pell, William Dooley, Lenus Carlson, William Murray; Dirigent: Christoph Prick; Regie: Götz Friedrich)

Personen: Oedipus (Bariton) – Kreon (Tenor) – Tiresias (Bariton) – Bote (Bariton) – Hirte (Bariton) – Jokasta / Frau (Mezzosopran) – Sphinx (4 Soprane [evtl. 2 vom Tonband])
Chor: 16 Älteste (8T.8B)
Orchester: 4.4.4.4 – 4.4.4.0 – Schlagzeug[6] – 2 Harfen – Klavier – 2 Violinen
Auf der Bühne: große hängende Metallplatte – große Holzfasstrommel
Vom Tonband: 4 Soprane – Frauenstimmen – Männerstimmen – Kinderstimmen – gemischter Chor – Sprechchor – 4 Trompeten – 4 Posaunen
- Die Eroberung von Mexico (1987–91). Musiktheaterstück. Libretto: nach Antonin Artaud und Octavio Paz. Dauer: ~120’. UA 9. Februar 1992 Hamburg (Staatsoper; Richard Salter [Cortez], Renate Behle [Montezuma], Miriam Goldschmidt [Malinche], Peter Kollek [Der schreiende Mann]; Philharmonisches Staatsorchester Hamburg; Dirigent: Ingo Metzmacher; Regie: Peter Mussbach)

Personen: Montezuma (dramatischer Sopran) – Cortez (Bariton) – Der schreiende Mann (Schauspieler) – Malinche, die Dolmetscherin (Schauspielerin)
Stimmen im Orchester: sehr hoher Sopran – Alt – 2 Sprecher
Chor
Orchester: 3.4.4.1 – 3.3.3.1 – Schlagzeug[5] – Pauken[1] – Donnermaschine – Harfe – Klavier – elektronische Orgel – E-Bass – Streicher: 1.1.2.6.4
Vom Tonband: Chor (SATB) – Sprechchor
- Séraphin (1993/94). Versuch eines Theaters. Libretto: nach Antonin Artaud

- 1. Zustand (1994): Fassung für 3 Mezzosoprane, 3 Altstimmen, 2 Baritone (jeweils Vokalisen) und Orchester. Dauer: ??’. UA 7. September 1994 Frankfurt am Main (Richard Salter, Johannes M. Kösters [Baritone]; Ensemble Belcanto; Ensemble 13; Dirigenten: Manfred Reichert, Dietburg Spohr, Videoprojektionen: Klaus vom Bruch)

Orchester: 1.0.1.0 – 0.1.1.0 – Schlagzeug[2] – Harfe – Streicher: 0.0.1.1.1 – Tonband
- 2. Zustand (1993–96): Fassung für 3 Mezzosoprane, 3 Altstimmen, 2 Baritone (jeweils Vokalisen) und Orchester. Dauer: ??’. UA 24. November 1996 Stuttgart (Eugene Perry, Herbert Perry [Baritone], Ellen Umlauf [Schauspielerin]; Dirigent: Bernhard Kontarsky; Ausstattung und Regie: Peter Mussbach)

Orchester: 1.0.1.0 – 0.1.1.0 – Schlagzeug[2] – Harfe – Streicher: 0.0.1.1.1 – Tonband
- Séraphin III – Jan Fabre: „I am a Mistake“ (2006/07) für 2 Sprechstimmen, 2 Sänger und Ensemble (14 Spieler). Dauer: ~70’. UA 29. November 2007 Athen (Hilde van Mieghem [Schauspielerin]; Theaterensemble Jan Fabre; Matthias Horn, Johannes M. Kösters [Bariton]; Ensemble Recherche; Dirigent: Lucas Vis; Regie: Jan Fabre; Film: Chantal Akerman)

Ensemble: 1.1.1.0 – 0.1.1.0 – Schlagzeug[2] – Harfe – 2Klaviere – Streicher: 1.0.1.1.1
- Das Gehege (2004/05). Eine nächtliche Szene für Sopran, Pantomime und Orchester. Libretto: nach Schlusschor von Botho Strauß. Dauer: ~45’. UA 27. Oktober 2006 München (Bayerische Staatsoper; Gabriele Schnaut [Die Frau], Todd Ford [Der Adler]; Bayerisches Staatsorchester; Dirigent: Kent Nagano; Regie: William Friedkin)

Personen: Die Frau (dramatischer Sopran) – Der Adler (Pantomime)
Orchester: 3.3.3.3 – 4.4.3.1 – Schlagzeug[3] – Pauken[1] – Harfe – Klavier – Streicher
- Jagden und Formen (Fassung 2007/08). Dauer: ??’. UA 7. Mai 2008 Frankfurt am Main (Schauspiel Frankfurt; Choreographie: Sasha Waltz; Ensemble Modern)
- Proserpina (2008). Ein Monodrama für Sopran, Chor und Kammerorchester. Libretto: nach dem gleichnamigen Stück von Johann Wolfgang von Goethe (1778/79). Dauer: 75’. UA: 2. Mai 2009  Schwetzinger Festspiele; Mojca Erdmann [Proserpina]; SWR Vokalensemble Stuttgart; Radio-Sinfonieorchester Stuttgart; Dirigent: Jonathan Stockhammer; Regie: Hans Neuenfels

Orchester: Picc[von fern]1.1[+EH].2[+BKlar].1[+KFg] – 2.1[von fern].0.1[von fern] – Vibraphon – Schlagzeug[1?] – Harfe – Streicher: 1.1.1.2.1
- Dionysos (Projekt; seit den 1990er Jahren[?][2])Text von Wolfgang Rihm nach den Dionysos-Dithyramben von Friedrich Nietzsche, UA: Juli 2010 Salzburger Festspiele in deutscher Sprache mit deutschen und englischen Übertiteln. Musikalische Leitung: Ingo Metzmacher, Regie: Pierre Audi, Bühnenbild Jonathan Meese.
- Eine Straße, Lucile, UA: 9. Juli 2011, Badisches Staatstheater Karlsruhe[3]

### Filmmusik
- zu Das schöne irre Judenmädchen (TV-Film, 1983/84; Drehbuch: Dieter Feldhausen, nach Christian Heinrich Spieß; mit Renan Demirkan [Esther Lopez], Christian Berkel [Friedrich Graf von Schwerin], Hans Josef Eich [Salomon Lopez], Martha Mödl [Äbtissin], Marcel Ophüls [Medardus], Herbert Fux [Italiener], Heinz Schubert; Regie: Götz Fischer)
- zu Un chien andalou (1929) von Luis Buñuel und Salvador Dalí: Bild (eine Chiffre) (1984) – siehe unter: Instrumentalmusik für Orchester / Ensemble

### Bearbeitungen
- Franz Schubert: Der Wanderer op. 4 Nr. 1 (1816; D 489). Text: Johann Ludwig Deinhardstein (nach Georg Philipp Schmidt von Lübeck). Fassung für mittlere bis tiefe Stimme und Orchester (1997). Dauer: ~4’. UA 5. Dezember 1997 Berlin (Philharmonie; Peter Mattei [Bariton]; Berliner Philharmoniker; Dirigent: Claudio Abbado)

Orchester: 2.1.2.2 – 2.0.0.0 – Streicher
- Johann Strauss (Sohn): Unter Donner und Blitz. Polka op. 324. Fassung für kleines Ensemble (1982). Dauer: ~4’. UA 6. Januar 1983 Nürnberg

Besetzung: 1.1.1.1 – 0.0.0.0 – Klavier – Streicher: 1.1.1.1.0